# Mont Roraima
Vous lisez un « article de qualité » labellisé en 2012.
Pour les articles homonymes, voir Roraima et Parc national du Mont Roraima.
Le mont Roraima est une montagne d'Amérique du Sud partagée entre le Brésil, le Guyana et le Venezuela. Il s'agit d'un tepuy, une montagne tabulaire caractéristique du plateau des Guyanes. Délimité par des falaises d'environ 1 000 mètres de hauteur, son plateau sommital présente un environnement totalement différent de la forêt tropicale humide et de la savane qui s'étendent à ses pieds. Ainsi, la forte pluviométrie est à l'origine de formations pseudokarstiques, dont de nombreuses et grandes grottes, ainsi que du lessivage du sol. La flore s'est adaptée à ces conditions climatiques et géologiques avec un fort endémisme et une abondance de plantes carnivores qui trouvent dans les insectes capturés les nutriments absents dans le sol. La faune est peu présente mais marquée elle aussi par un endémisme prononcé, notamment chez les reptiles et les amphibiens. Cet environnement est protégé au sein du parc national Canaima au Venezuela et du parc national du Mont Roraima au Brésil. Le point culminant de la montagne s'élève sur le rebord méridional de la falaise, en territoire vénézuélien, à 2 810 mètres d'altitude ; cette proéminence constitue le plus haut sommet de l'État de Bolívar. Une autre petite antécime constitue le point culminant du Guyana à 2 772 mètres d'altitude dans le nord du plateau, non loin de la borne marquant le tripoint entre les frontières brésilienne, guyanienne et vénézuélienne.
Découvert et exploré tardivement au XIXe siècle, le mont Roraima n'est gravi qu'en 1884 par une expédition britannique et sa faune, sa flore et sa géologie restent encore largement méconnues malgré de nombreuses campagnes d'étude. Un récit de l'une de ces expéditions a largement inspiré Arthur Conan Doyle pour l'écriture de son roman d'aventures Le Monde perdu en 1912, lui-même à l'origine de nombreux autres ouvrages, films et téléfilms. Avec l'arrivée du tourisme notamment dans les années 1980, le mont Roraima constitue un sommet apprécié des randonneurs en raison de son environnement singulier et de ses conditions d'accès et d'ascension relativement aisées. Celle-ci se fait quasi exclusivement par le côté sud, par un passage naturel à flanc de falaise. L'escalade d'autres faces de la montagne est en revanche très technique mais permet l'ouverture de nouvelles voies.

## Toponymie
Le mont Roraima est appelé monte Roraima, tepuy Roraima ou encore cerro Roraima en espagnol et monte Roraima en portugais. Son orthographe correcte serait cependant « Roroima ».
Son point culminant est le Maverick Stone, littéralement en français « rocher Maverick », en espagnol Carro Maverick, littéralement « voiture Maverick ». Son nom viendrait de sa ressemblance avec le modèle de voiture du même nom du constructeur américain Ford.

## Géographie

### Localisation

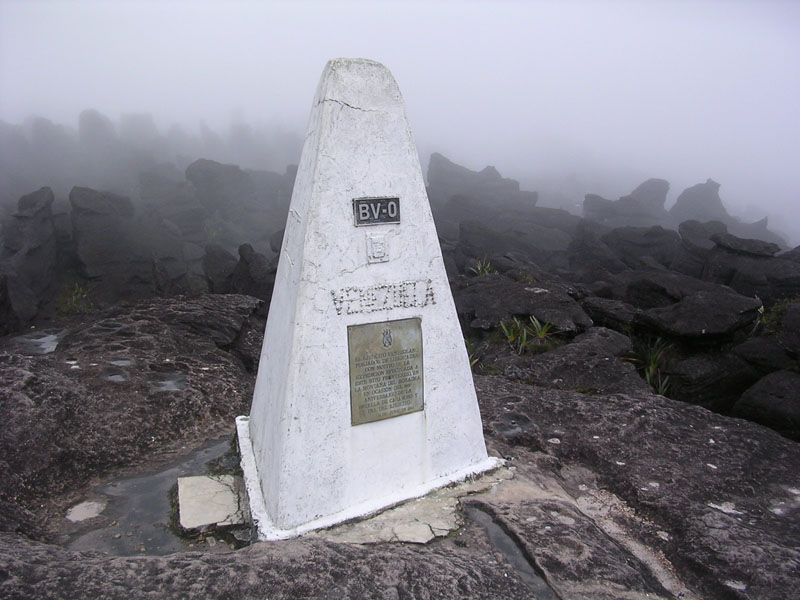
Vue de la borne marquant le tripoint Brésil-Guyana-Venezuela.

Le mont Roraima est situé dans le Nord de l'Amérique du Sud, dans l'Est du plateau des Guyanes, plus exactement dans la sierra de Pacaraima, dans la région de plateaux couverte par la Gran Sabana. Il est partagé entre trois pays : le Brésil à l'est pour 5 % de sa superficie, le Guyana au nord pour 10 % et le Venezuela au sud et à l'ouest pour 85 %,. En tenant compte de la revendication vénézuélienne sur la moitié occidentale du Guyana, la montagne n'est partagée qu'entre le Brésil et le Venezuela. Administrativement, elle fait partie du município brésilien d'Uiramutã de l'État de Roraima, du Neighbourhood Council guyanien de Mazaruni/Lower Berbice Essequibo de la région de Cuyuni-Mazaruni ainsi que de la municipalité vénézuélienne de Gran Sabana de l'État de Bolívar. Sa partie vénézuélienne est incluse dans le parc national Canaima et la brésilienne dans celui du Mont Roraima. D'autres tepuys entourent le mont Roraima : le tepuy Kukenan à l'ouest, le tepuy Yuruaní au nord-ouest et le tepuy Wei-Assipu à l'est.
Bien qu'il se trouve dans une région reculée d'Amérique du Sud, le mont Roraima n'en est pas moins accessible de manière relativement aisée en ce qui concerne le côté vénézuélien. Cette situation s'explique par la proximité d'une route internationale, appelée autopista 10 au Venezuela et BR-174 au Brésil, reliant la ville vénézuélienne de Carúpano sur la côte caraïbe à la ville brésilienne de Cáceres, localisée non loin de la Bolivie, via Manaus, située dans le centre de l'Amazonie. Cet axe de communication majeur passe à l'ouest du mont Roraima en traversant la Gran Sabana et dessert de nombreuses petites villes et villages. Côté brésilien et guyanien, la région est en revanche totalement isolée et très peu habitée, seulement accessible par plusieurs journées de marche à travers la forêt tropicale humide ou par de petits aérodromes locaux,.

### Topographie

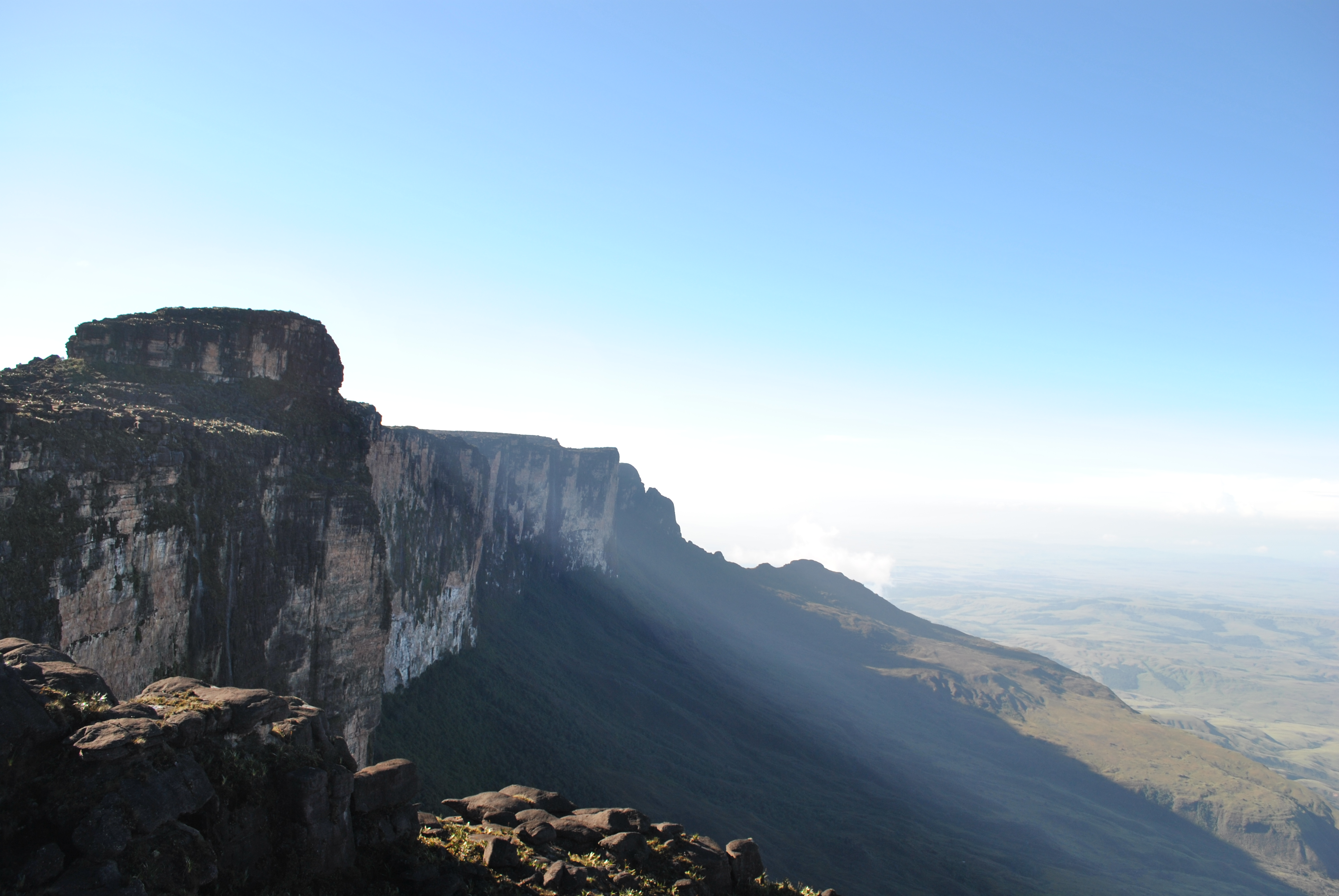
Vue de la falaise méridionale avec le Maverick Stone à gauche et la Gran Sabana à leurs pieds.

Le mont Roraima est un tepuy, un type de plateau cerné par des falaises, typique du plateau des Guyanes. La montagne est de forme arquée dans le sens nord—sud-est—ouest avec un rétrécissement en son centre causé par la présence d'un important cirque naturel sur son flanc Nord-Ouest. Des falaises rectilignes atteignant environ 1 000 mètres de hauteur forment la plupart de ses autres faces comme au sud, au sud-est, à l'est ainsi qu'au nord-est et au nord-ouest, ces deux dernières falaises imitant l'avant d'un navire s'avançant dans la forêt tropicale humide et appelée « la proue »,,,. À l'extrémité méridionale de la montagne, une portion de la falaise s'est détachée et forme un imposant monolithe naturel : le Tök-Wasen. Les falaises sont cernées à leurs pieds par des pentes abruptes mais peu élevées au sud et à l'est car elles se prolongent très vite sur de hauts plateaux situés à environ 1 200 mètres d'altitude et couverts par la Gran Sabana,. À l'inverse, les pentes occidentales et septentrionales forment de courtes vallées débouchant sur un plateau à environ 600 mètres d'altitude occupé par une forêt tropicale humide,.

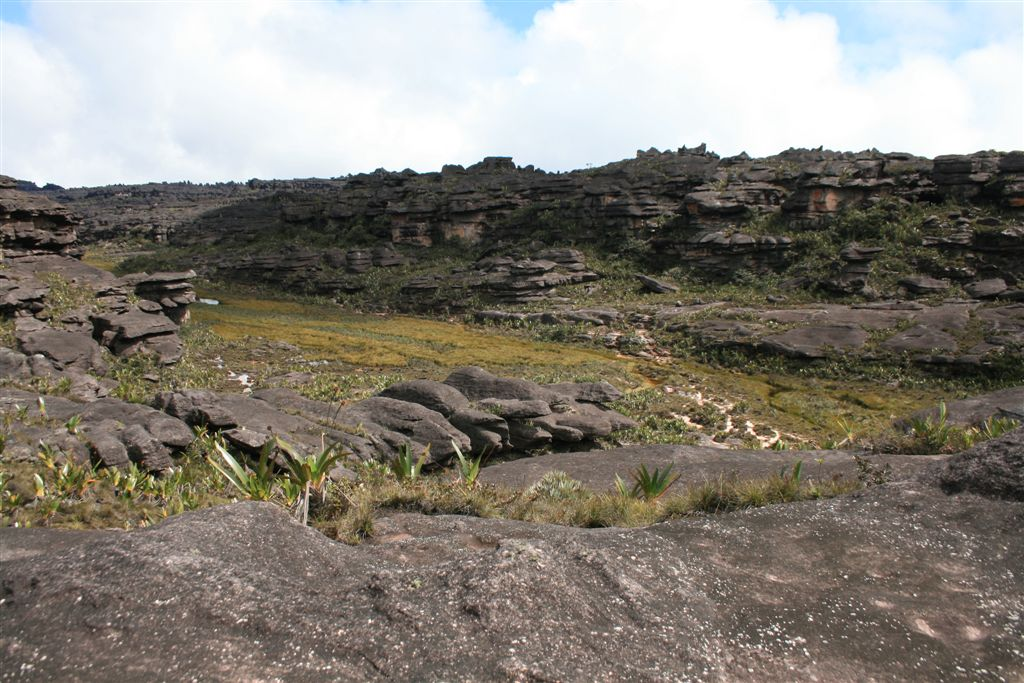
Vue du plateau sommital avec une zone marécageuse au centre.

Le plateau sommital subhorizontal mesure un peu plus de 10 kilomètres de longueur, une largeur maximale de 5 kilomètres pour 33 à 50 km2 de superficie et reste au-dessus des 2 200 mètres d'altitude avec une moyenne de 2 600 à 2 700 mètres,,. Sa surface, très minérale, présente des formations pseudokarstiques sculptées par les conditions climatiques, rochers ruiniformes, gouffres, ravines, appelés le « Labyrinthe », la « vallée des Cristaux », les « Jacuzzis », etc,. L'une de ces formations, le Maverick Stone, constitue le point culminant de la montagne avec 2 810 mètres d'altitude,,. Il se trouve dans l'extrémité méridionale du plateau, au sommet de la falaise qui domine le Venezuela. Cette altitude fait de lui le point culminant de l'État de Bolívar, le point culminant du pays étant le Pico Bolívar avec 4 978 mètres d'altitude, mais aussi le point culminant de la Gran Sabana ainsi que le quatrième sommet le plus élevé du plateau des Guyanes derrière le Pico da Neblina, le Pico 31 de Março et le Cerro Marahuaca. Une autre proéminence s'élevant à 2 772 mètres d'altitude, à 8,25 kilomètres du sommet dans le Nord du plateau, constitue quant à elle le point culminant du Guyana, sur la frontière avec le Venezuela. Enfin, toujours dans le Nord du plateau, à 2 734 mètres d'altitude se trouve le tripoint entre les frontières brésilienne, guyanienne et vénézuélienne, matérialisé par une borne. Le sommet plus élevé le plus proche du mont Roraima est le Cerro Marahuaca situé à 540,73 kilomètres, au Venezuela, en direction de l'ouest-sud-ouest et qui s'élève à 2 832 mètres d'altitude,. Le col le plus bas entre ces deux sommets se trouvant à une altitude de seulement 472 mètres, il confère au mont Roraima une hauteur de culminance de 2 238 mètres.

Carte topographique du mont Roraima.

Image satellite annotée du mont Roraima.

### Climat
Du fait de sa latitude proche de l'équateur, le mont Roraima est sous l'influence d'un climat tropical. Celui-ci est caractérisé sur la Gran Sabana par des températures moyennes constantes tout au long de l'année comprises entre 20 et 22 °C ainsi que des précipitations annuelles de plus de 1 500 millimètres, parfois entre 1 800 et 3 000 millimètres en fonction des conditions orographiques, avec une saison sèche de décembre à mars,.
Les conditions climatiques au sommet de la montagne sont néanmoins différentes de celles à ses pieds,,. Ainsi, tout au long de l'année, les températures sont proches de 10 °C et elles peuvent descendre à 2 °C la nuit,. Les précipitations, comprises entre 2 000 et 4 000 millimètres, sont elles aussi constantes en raison de la grande nébulosité et des orages fréquents,. Elles entraînent une hygrométrie de 75 à 85 % et sont apportées par les vents dominants venant du nord-est ou du sud-est.

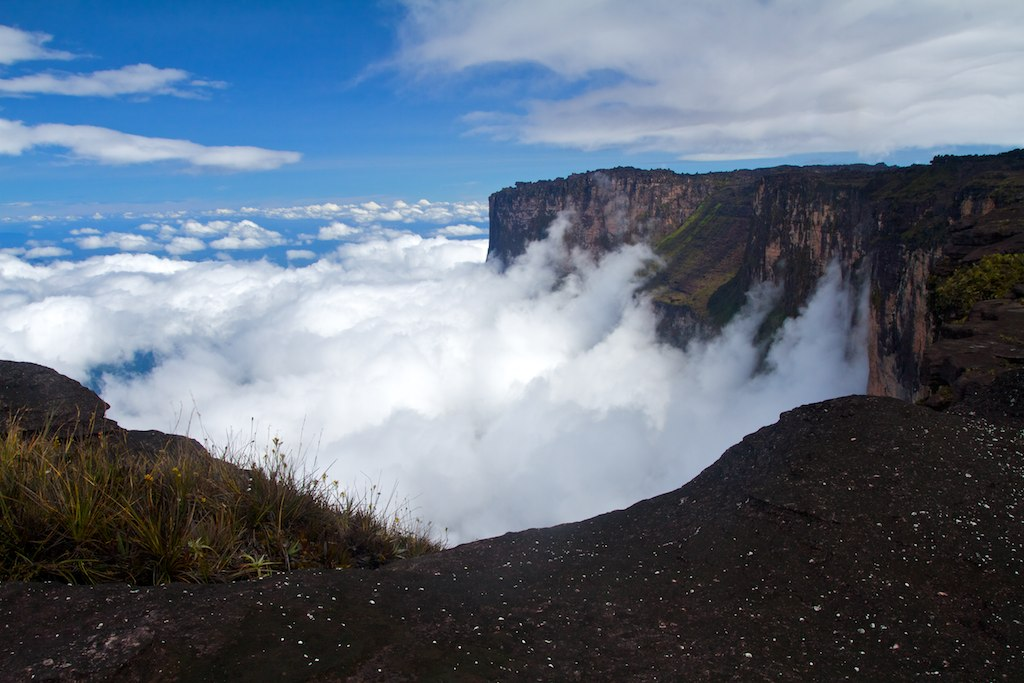
Nuages butant contre les falaises du mont Roraima.

| Mois                              | jan. | fév. | mars | avril | mai  | juin | jui. | août | sep. | oct. | nov. | déc. | année |
| --------------------------------- | ---- | ---- | ---- | ----- | ---- | ---- | ---- | ---- | ---- | ---- | ---- | ---- | ----- |
| Température minimale moyenne (°C) | 16,4 | 16,5 | 16,9 | 17,1  | 17,5 | 17,3 | 16,5 | 16,6 | 16   | 15,8 | 16,2 | 16,2 | 16,58 |
| Température moyenne (°C)          | 21,4 | 21,7 | 22,1 | 21,8  | 21,7 | 21   | 20,6 | 20,9 | 21,2 | 21,5 | 21,5 | 21   | 21,37 |
| Température maximale moyenne (°C) | 28,5 | 29,1 | 29,2 | 28,5  | 27,8 | 26,8 | 26,6 | 27   | 27,8 | 28,9 | 28,5 | 28,1 | 28,07 |
| Précipitations (mm)               | 68   | 57   | 87   | 165   | 214  | 254  | 229  | 186  | 113  | 122  | 114  | 85   | 1 694 |
| Humidité relative (%)             | 79   | 76   | 76   | 80    | 85   | 88   | 88   | 87   | 84   | 82   | 83   | 79   | 82,25 |

| Diagramme climatique                                  |            |            |             |             |             |             |           |           |             |             |            |
| J                                                     | F          | M          | A           | M           | J           | J           | A         | S         | O           | N           | D          |
| 28,516,468                                            | 29,116,557 | 29,216,987 | 28,517,1165 | 27,817,5214 | 26,817,3254 | 26,616,5229 | 2716,6186 | 27,816113 | 28,915,8122 | 28,516,2114 | 28,116,285 |
| Moyennes : • Temp. maxi et mini °C • Précipitation mm |            |            |             |             |             |             |           |           |             |             |            |

### Géologie et hydrologie

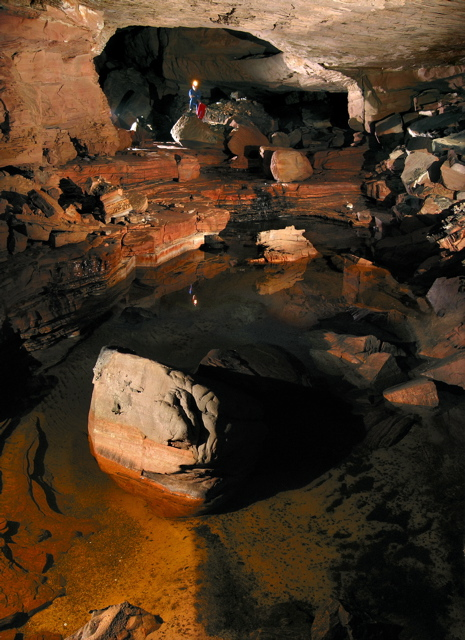
Vue de l'intérieur de la cueva Ojos de Cristal.

Le plateau du mont Roraima est composé de grès, une roche sédimentaire, formé au Protérozoïque, il y a environ 1,7 à 2 milliards d'années,,, appelé « formation Roraima », et composé à 98 % de grains de silice. Il est parcouru de couches d'argile, de conglomérats et de dykes de diorite datant du Mésozoïque. Cette masse rocheuse, l'une des plus anciennes sur Terre, repose sur un socle de granites et de gneiss. Elle recouvrait à l'origine une bonne partie du plateau des Guyanes mais sous l'effet de l'érosion et des mouvements tectoniques, elle s'est fracturée et réduite aux tepuys actuels au cours des derniers 180 millions d'années,. Cette roche contient d'importantes quantités de quartz ; dans la « vallée des Cristaux », les concentrations élevées de ce minéral tapissent le sol en formant des cristaux blancs ou roses de plusieurs centimètres,. Le grès, érodé par les conditions climatiques, peut prendre des formes monolithiques ou chaotiques pouvant ressembler à des animaux, des objets ou des formes naturelles et aux noms évocateurs de « dauphin », « tortue », « singe », « église » ou bien des apparences plus tourmentées ressemblant même à un dédale dans le « Labyrinthe »,,. Le sol résultant de cette roche-mère gréseuse est très acide, pauvre en nutriments et très mince quand il n'est pas totalement absent. En effet, les cours d'eau lessivent ce sol, entraînant les nutriments et les particules qui ne parviennent pas à former une couche d'épaisseur conséquente,.
À l'intérieur du plateau, de nombreuses grottes et gouffres confèrent au mont Roraima une structure pseudokarstique,. Ces cavités souterraines forment un réseau appelé en espagnol Sistema Roraima Sur, soit en français « Système Roraima Sud ». Avec un développement de 10 820 mètres et un dénivelé de 72 mètres, il s'agit de la plus grande grotte quartzique au monde. Elle n'a été cartographiée que de 2003 à 2005, ce qui a permis de découvrir qu'elle était connectée à la cueva Ojos de Cristal longue de 2 410 mètres et explorée par une équipe de spéléologues slovaques en 2003,. L'ensemble de ce système souterrain représentait en 2013 un développement de plus de quinze kilomètres, pour un dénivelé total de 73 mètres. Sur les parois, de nombreux spéléothèmes se sont développés comme des stalactites noires groupées de moins de 50 centimètres de longueur, inclinées dans le sens opposé aux courants d'air et dont l'origine est inconnue. Ces cavités ont été aménagées par l'infiltration de l'eau de surface et le niveau de l'eau à l'intérieur est fortement dépendant des précipitations en surface : un couloir à sec peut ainsi se transformer en rivière souterraine qui va se tarir à nouveau. Ainsi, les cours d'eau qui parcourent le plateau et qui ne s'en échappent pas directement sous la forme de chutes d'eau finissent par disparaître dans la roche en empruntant le réseau de grottes,. L'une de ces ouvertures à la surface du plateau, El Fosso, est une dépression en forme de puits de plusieurs mètres de profondeur et dont le fond est inondé. Elle correspond à une ancienne grotte de faible dimension dont le plafond s'est effondré. L'eau qui s'y déverse s'engouffre dans les anfractuosités de la roche et en ressort sous la forme d'une cascade. D'autres plans d'eau sont éparpillés sur le plateau comme le lac Gladys,,. Cette eau qui s'écoule du mont Roraima sous la forme de cascades, comme le Salto Roraima, ou par voie souterraine donne naissance à de nombreux cours d'eau à ses pieds, certains temporaires, d'autres permanents. Sur le versant méridional, les principaux sont le río Kukenan, et le río Arabopó qui rejoignent le bassin versant de l'Orénoque via le Caroní au Venezuela,. Au nord, de nombreux torrents alimentent la rivière Kako, sous-affluent de l'Essequibo via le Mazaruni au Guyana,. À l'est de la montagne se trouve la source du rio Cotingo, cours d'eau s'écoulant au Brésil et sous-affluent de l'Amazone,.

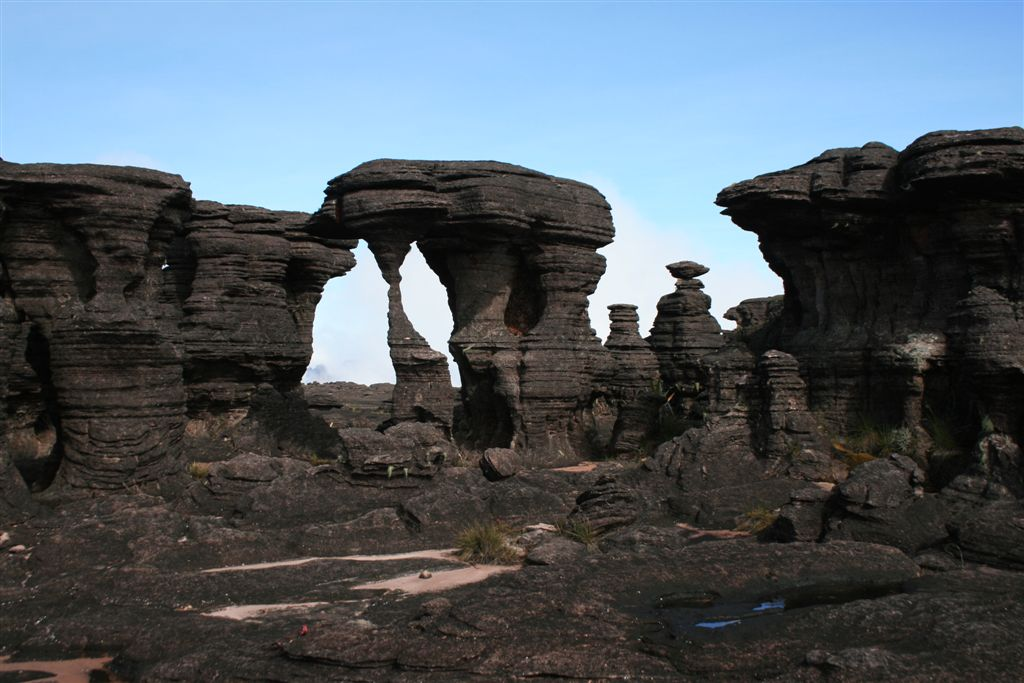
Formations rocheuses ruiniformes.
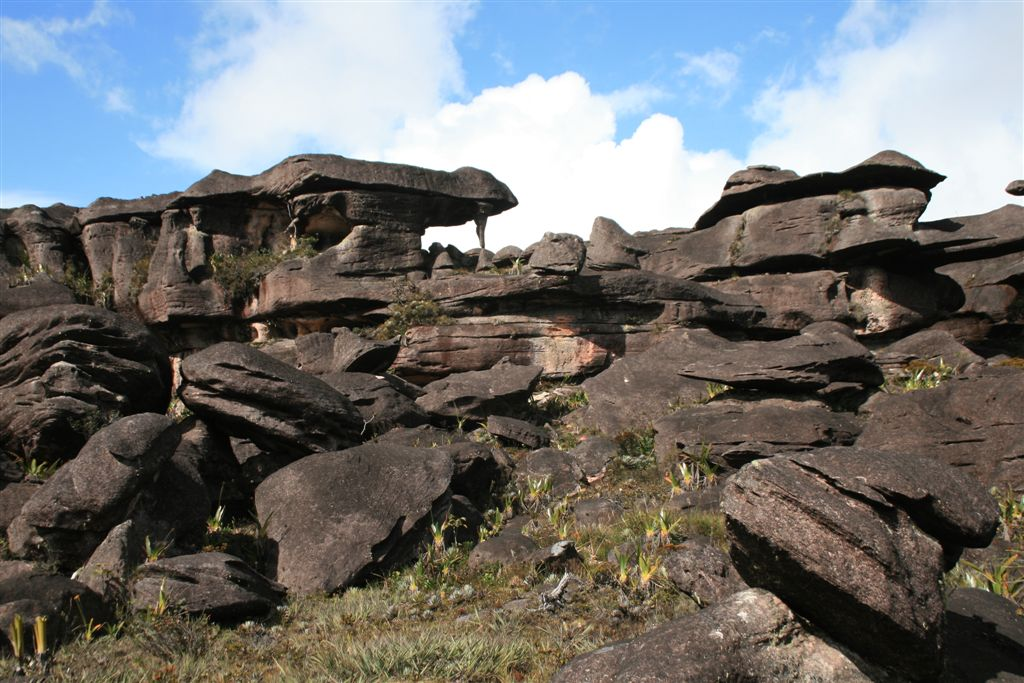
Formations rocheuses ruiniformes et chaos.
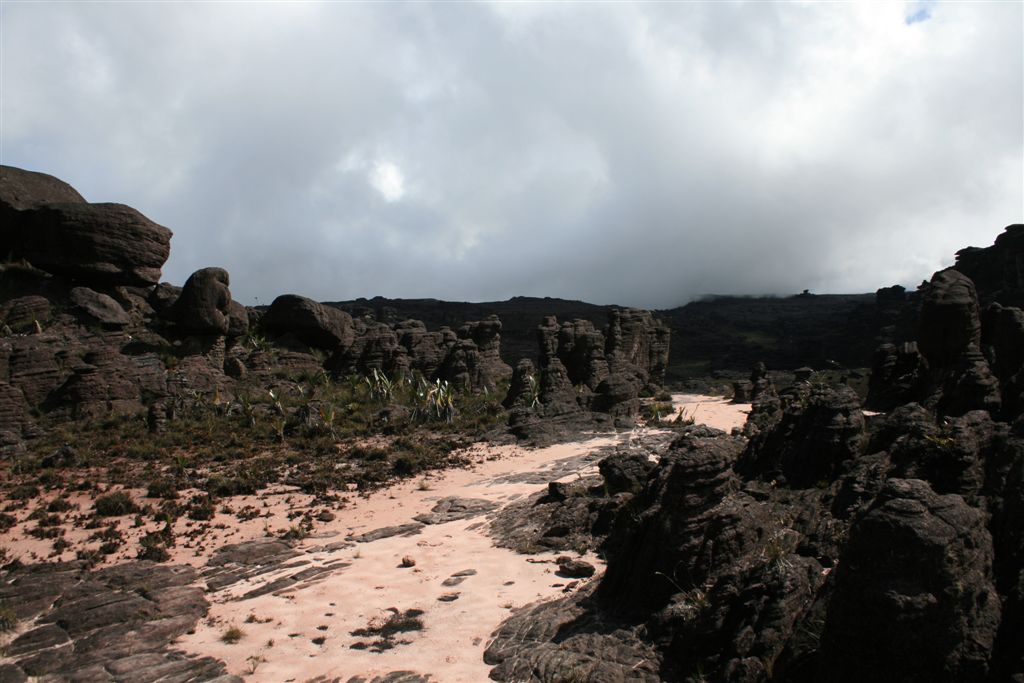
Formations rocheuses ruiniformes et dépôt de sable.
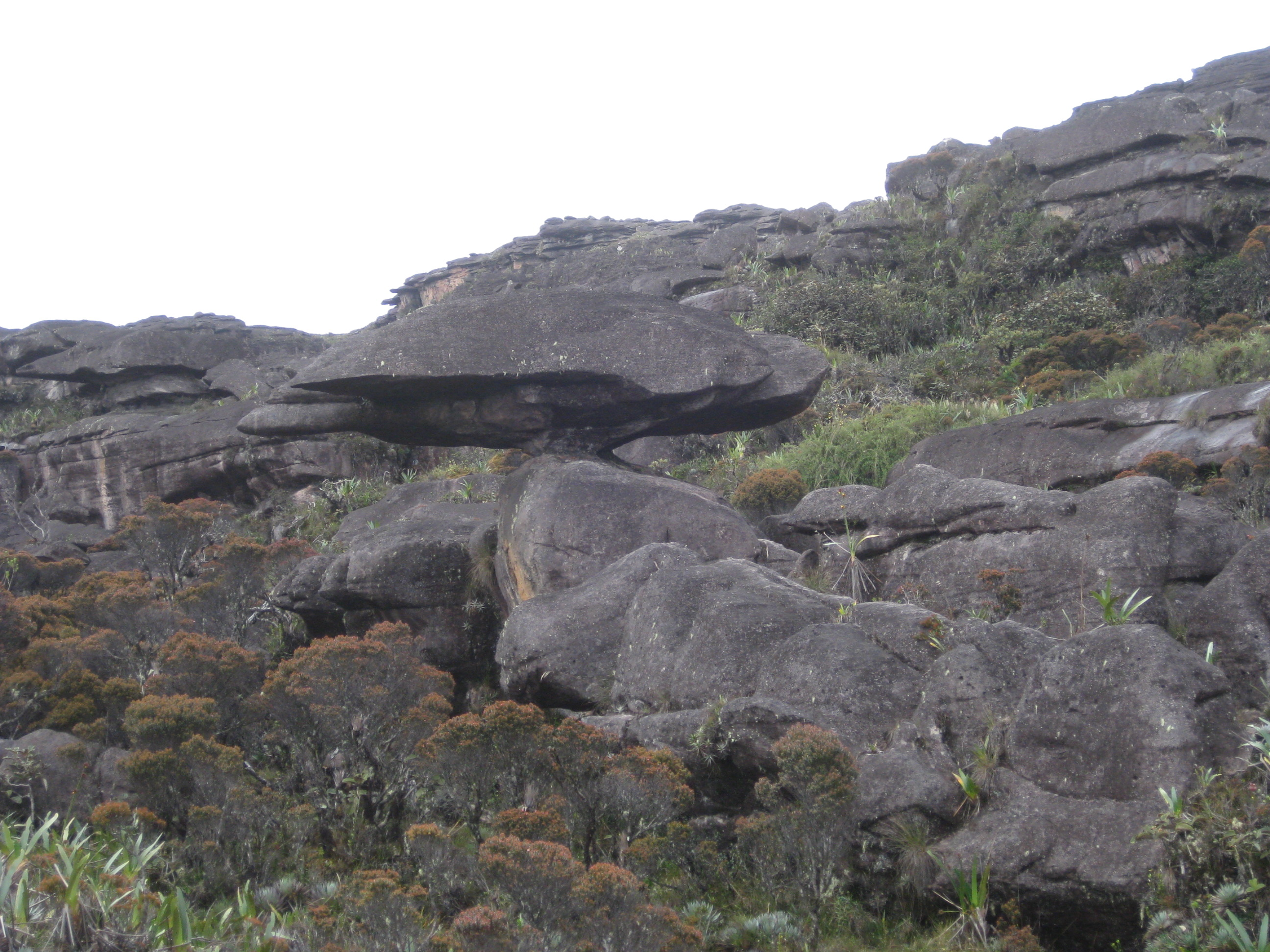
La « tortue ».
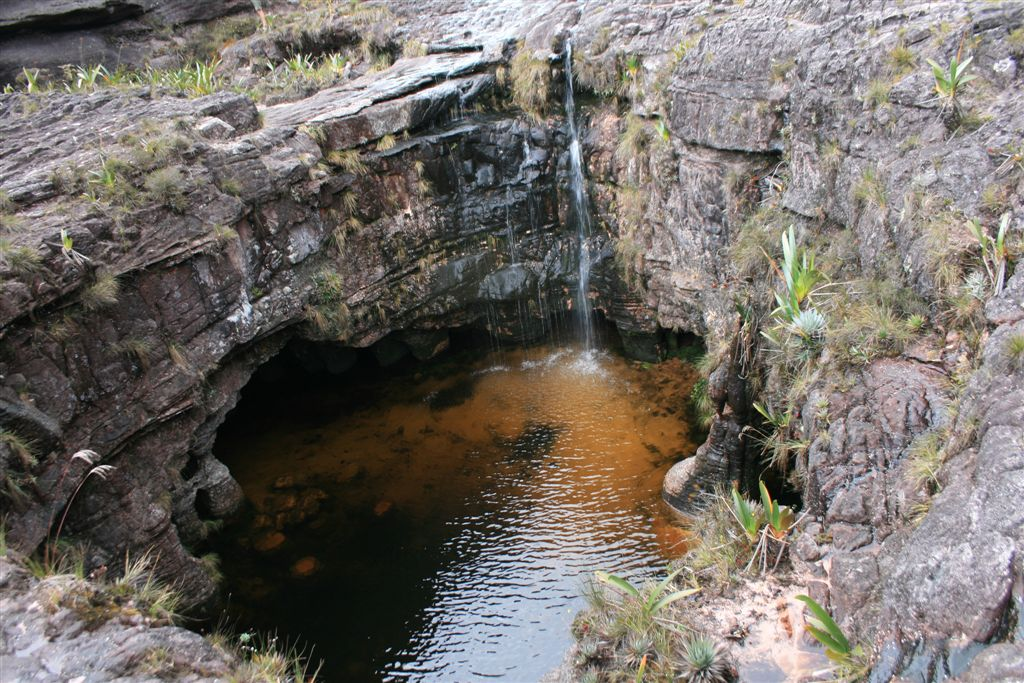
El Fosso.
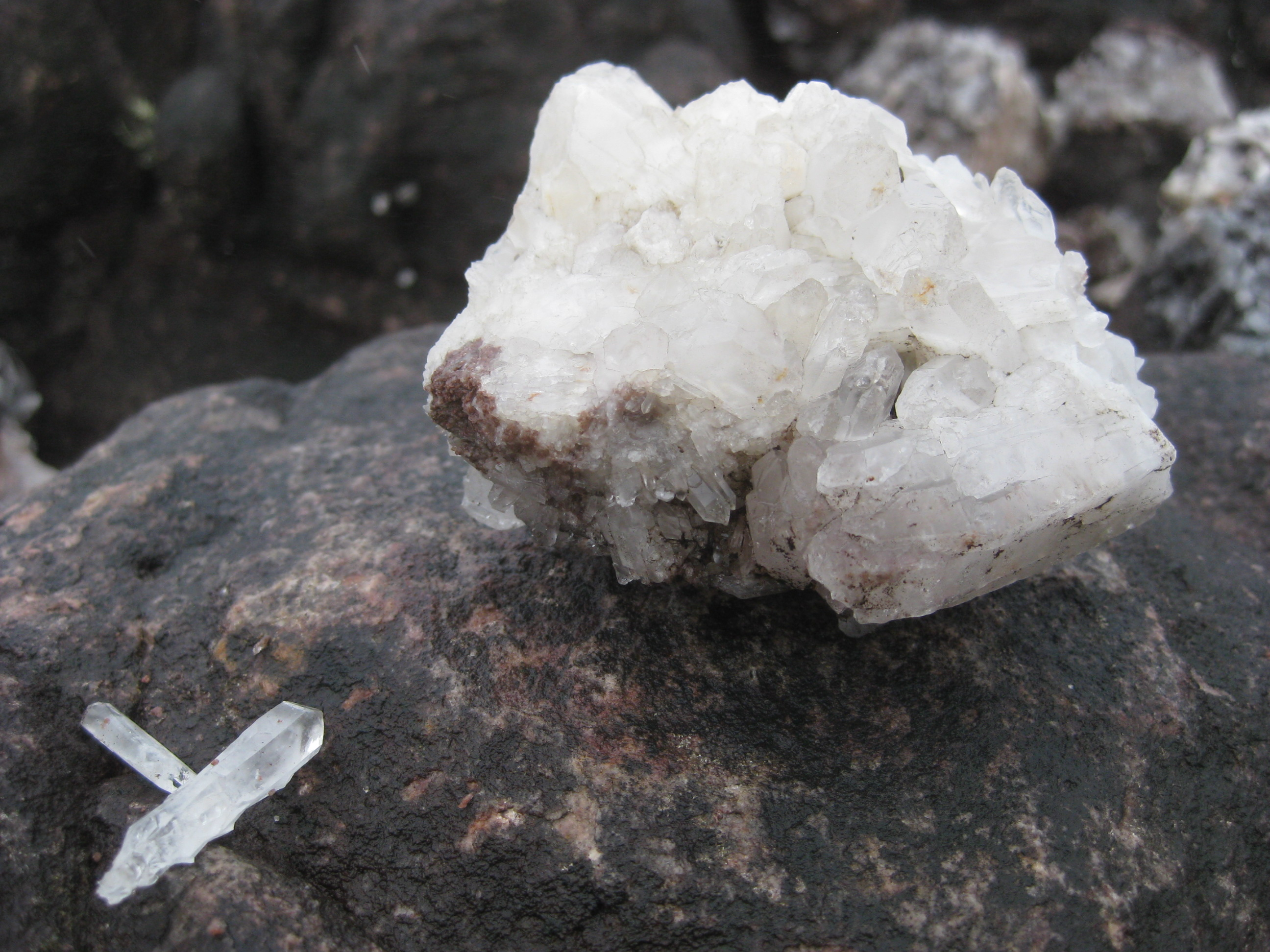
Quartz de la « vallée des Cristaux ».

### Faune et flore

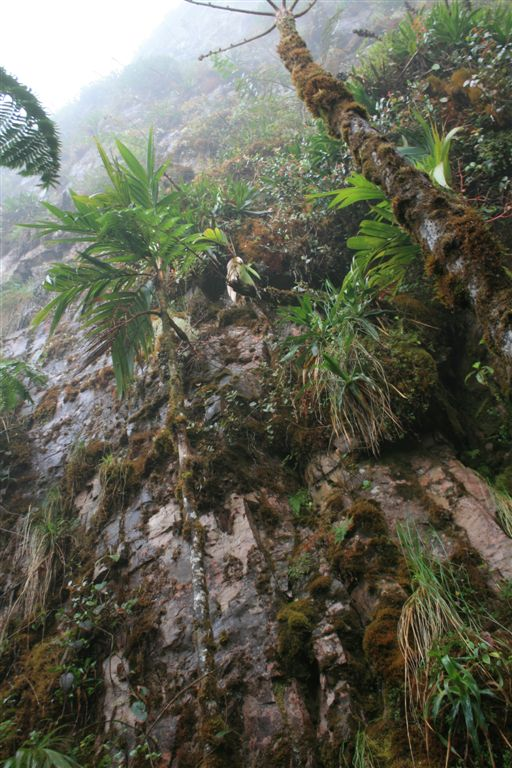
Forêt tropicale humide au pied des falaises.

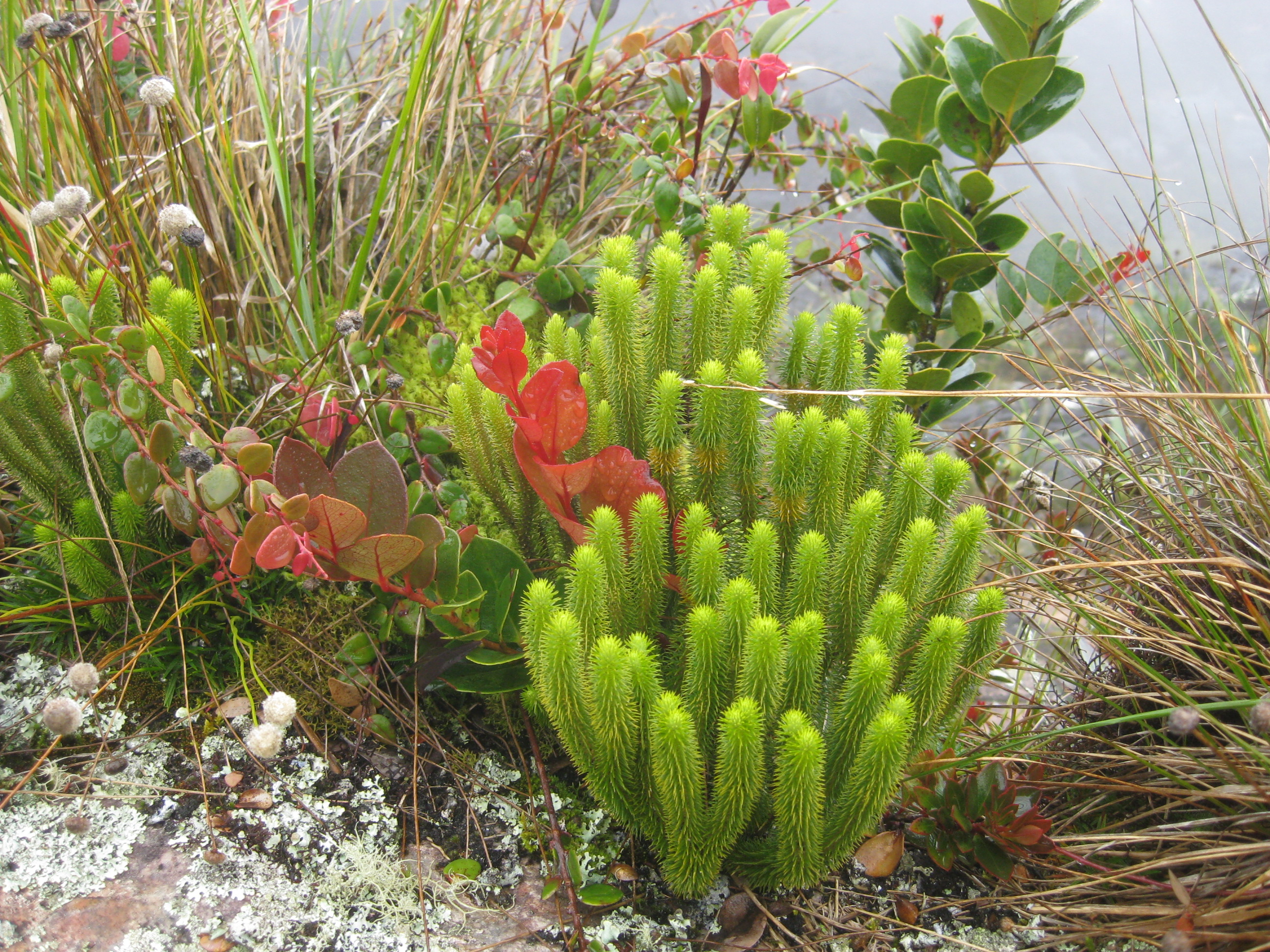
Végétation du plateau : Cyrilla racemiflora (feuilles rouges) et une Huperzia (touffe verte).

La faune et la flore des tepuys en général sont largement méconnues du fait de l'exploration tardive de cette région d'Amérique du Sud et de nouvelles espèces sont découvertes chaque année. Les spécimens répertoriés sont caractérisés par un fort endémisme, notamment chez les animaux, ce qui induit une forte menace ou danger d'extinction,.
Au pied de la montagne et jusqu'au bas des falaises s'étend une forêt pluviale sempervirente,. Elle est dominée par des individus d'une hauteur moyenne de 25 à 45 mètres et parfois 60 mètres des genres Clusia, Drimys, Graffenrieda, Magnolia, Miconia, Moronobea, Myrcia et Viburnum. Le sous-bois est dominé par les fougères arborescentes et des palmiers comme des Bromeliaceae, des Eriocaulaceae, Geonoma appuniana et Euterpe catinga. Cette forêt est caractérisée par la présence de Bonnetia roraimae, un arbre ayant servi à définir le district écologique oriental des tepuys. Du fait de sa position sous les falaises, cette forêt comporte de nombreux épiphytes, des espèces végétales croissant sur d'autres plantes, généralement des branches d'arbres. Contre la falaise, là où le sol est plus gréseux et le climat plus frais, subsistent des espèces apparentées aux espèces andines ainsi que des Bromeliaceae des genres Brocchinia, Lindmania et Navia. Au-delà des pentes aux pieds des falaises s'étend au nord, à l'ouest et à l'est une forêt tropicale humide constituant le prolongement septentrional de la forêt amazonienne tandis qu'au sud, le paysage est plus ouvert avec une savane, la Gran Sabana.
La végétation sur le plateau fait partie de l'écorégion de pantepui et reste largement inconnue. Trois formations végétales s'y côtoient et se développent au milieu de la roche nue : les forêts d'arbres, les forêts d'épiphytes et les savanes sèches ou humides sous la forme de marais. Elle est marquée par de nombreuses espèces endémiques telles que Stegolepis guianensis, Orectanthe sceptrum, Bejaria imthurnii, Stomatochaeta condensata, Thibaudia nutans, Connellia augustae, Connellia quelchii, Tillandsia turneri, Bonnetia roraimae, Epidendrum secundum, des fougères et des plantes carnivores adaptées au sol particulier qui s'y trouve telles que Heliamphora nutans, Brocchinia reducta, Brocchinia tatei, Drosera roraimae, Utricularia quelchii et Utricularia humboldtii,,,. Ces dernières capturent des insectes et y trouvent les nitrates nécessaires à leur développement et absents du sol gréseux et lessivé sur lequel elles poussent,,. Les forêts qui se trouvent le long des cours d'eau et dans les ravines sont caractérisées par leur faible nombre d'espèces, leurs arbres de 8 à 15 mètres de hauteur et leurs adaptations à des conditions rudes comme des feuilles coriaces. La roche nue est colonisée par des tapis de lichens, d'algues et de cyanobactéries.

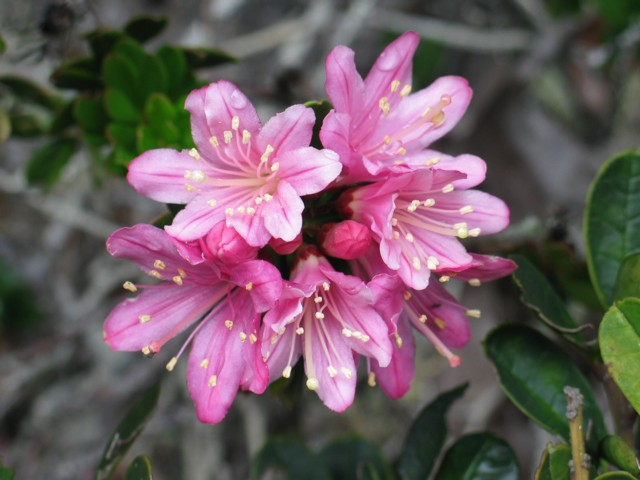
Bejaria imthurnii.
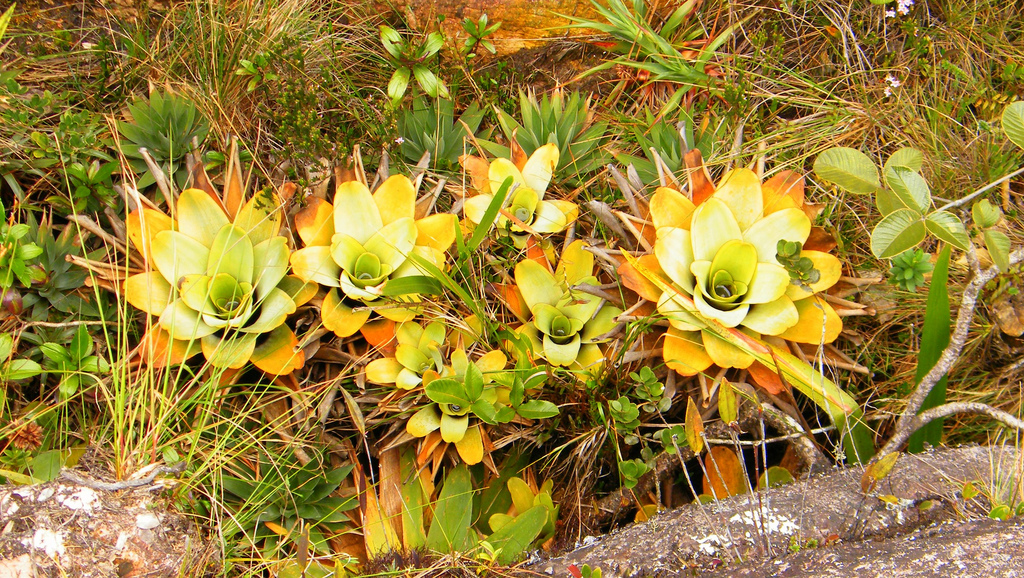
Bromelia brocchinia.
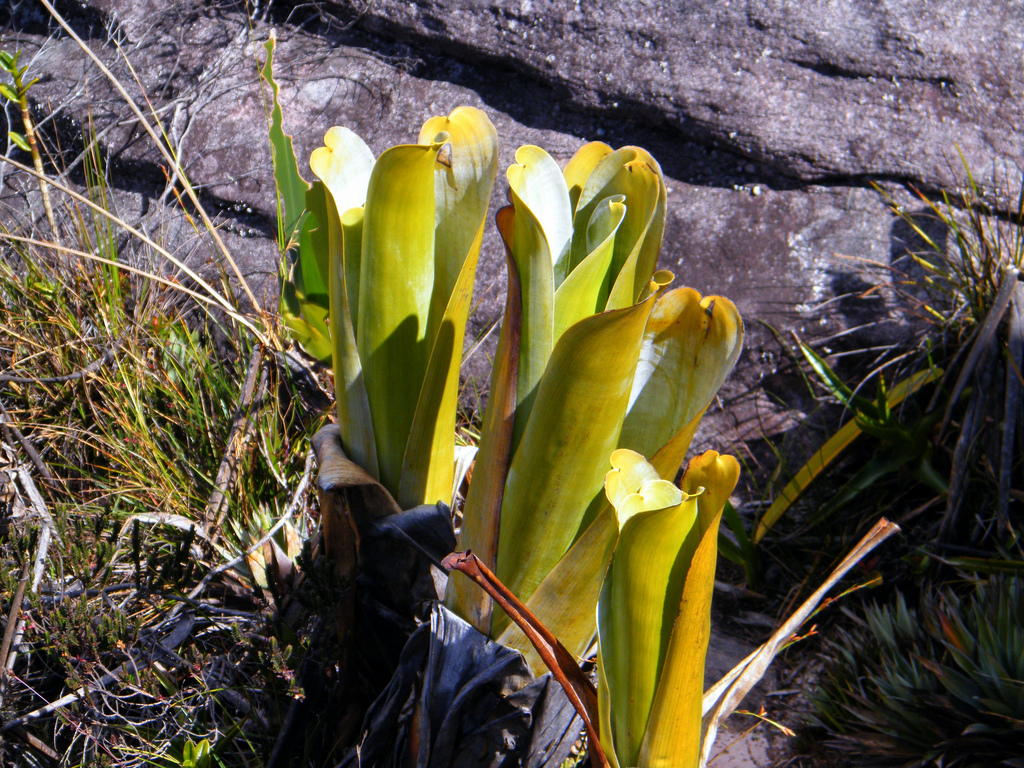
Brocchinia reducta.
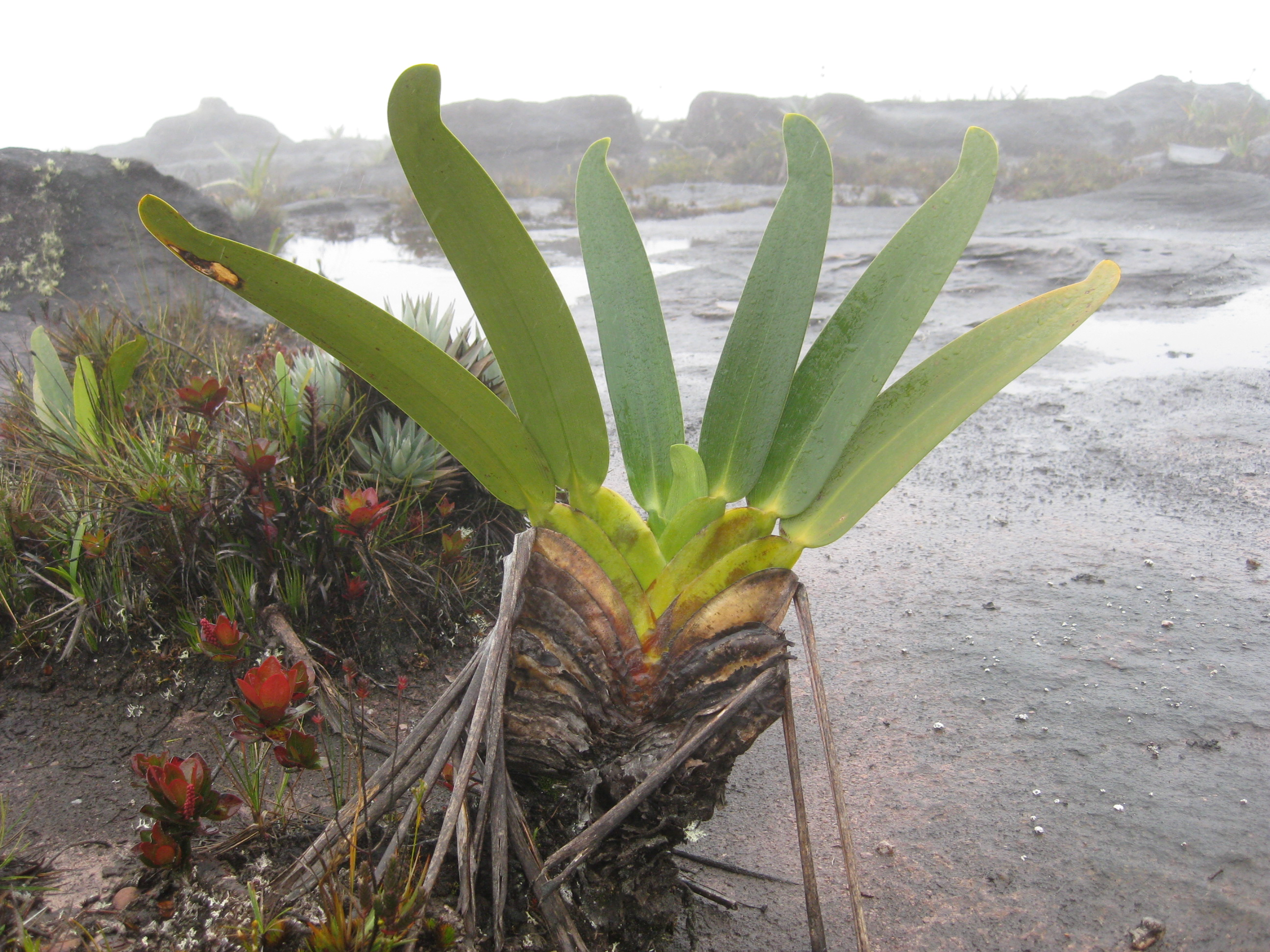
Stegolepis guianensis.
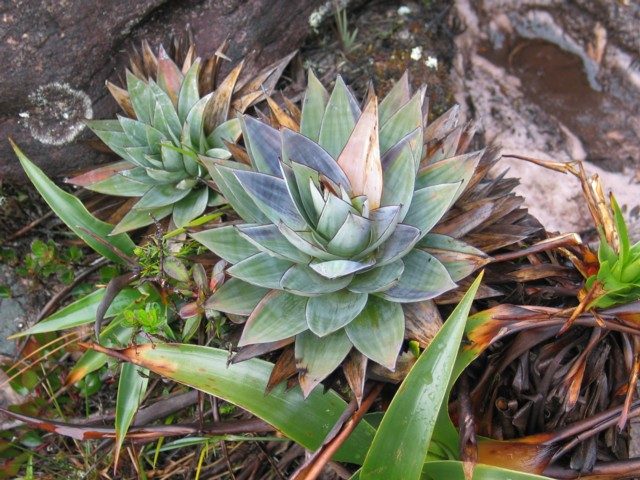
Orectanthe sceptrum.
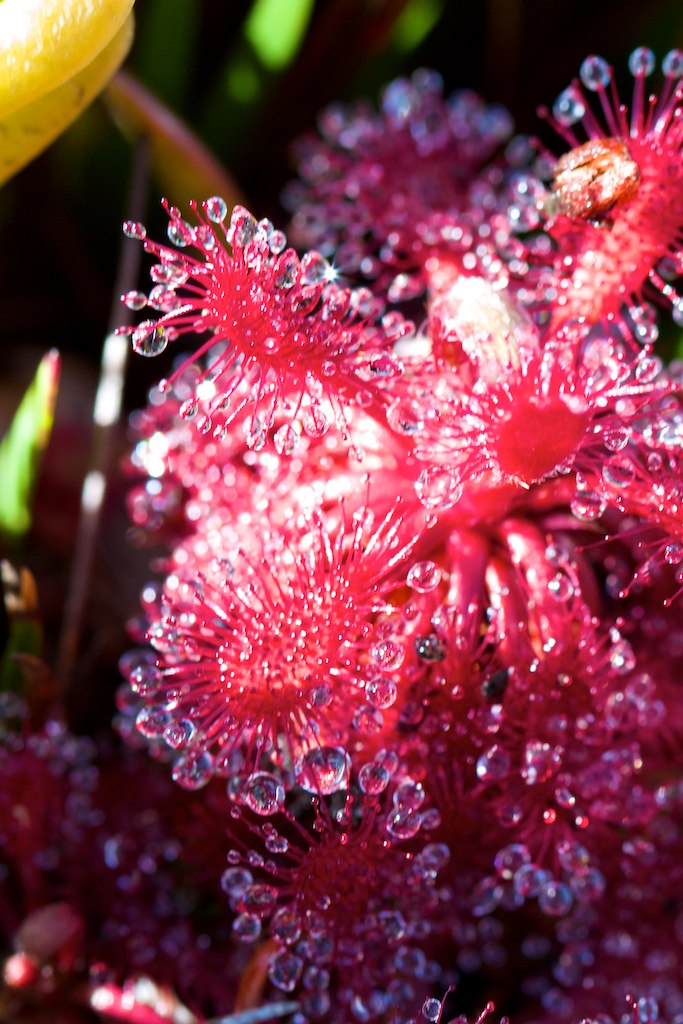
Drosera roraimae.
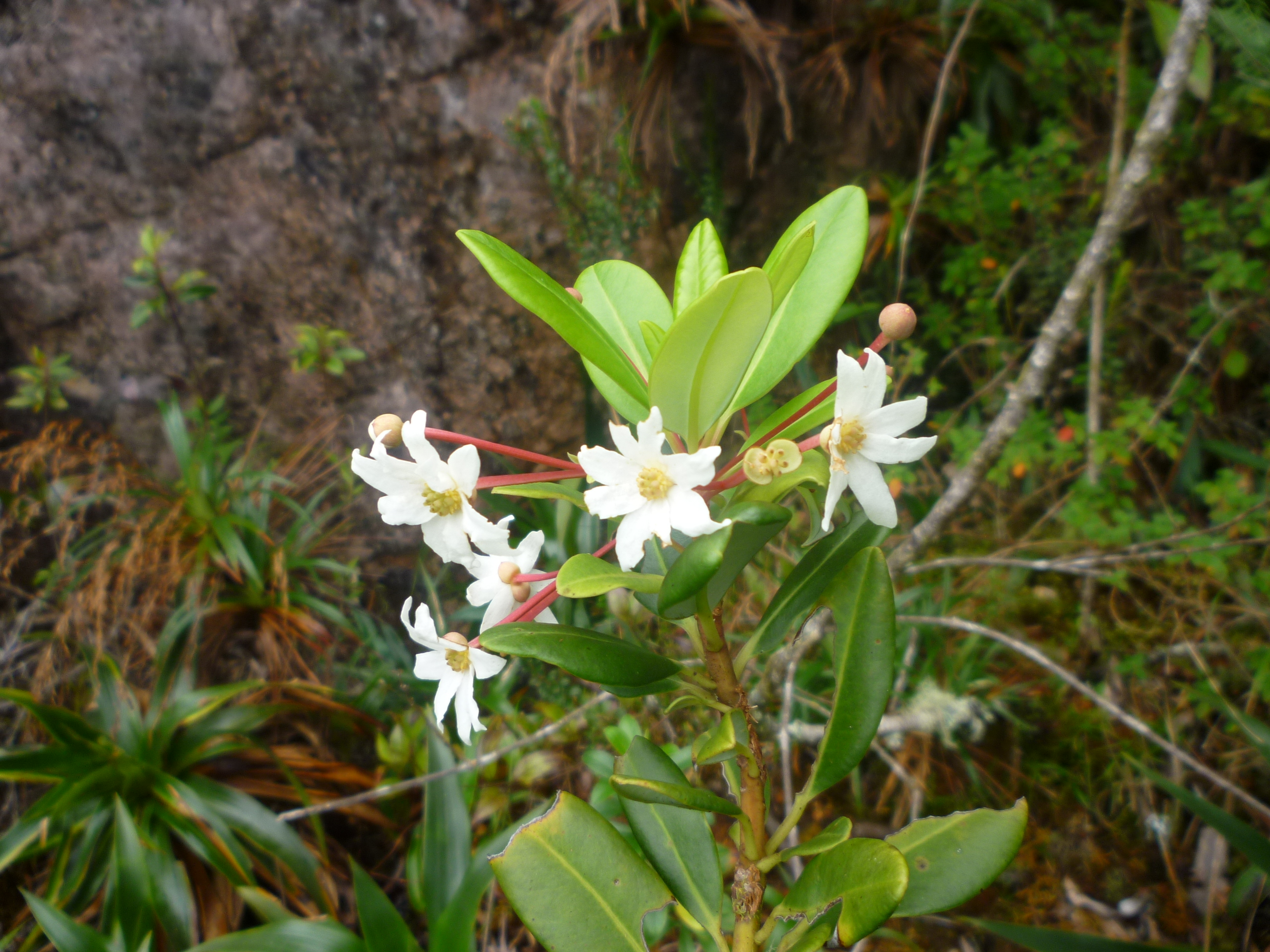
Drimys roraimensis.
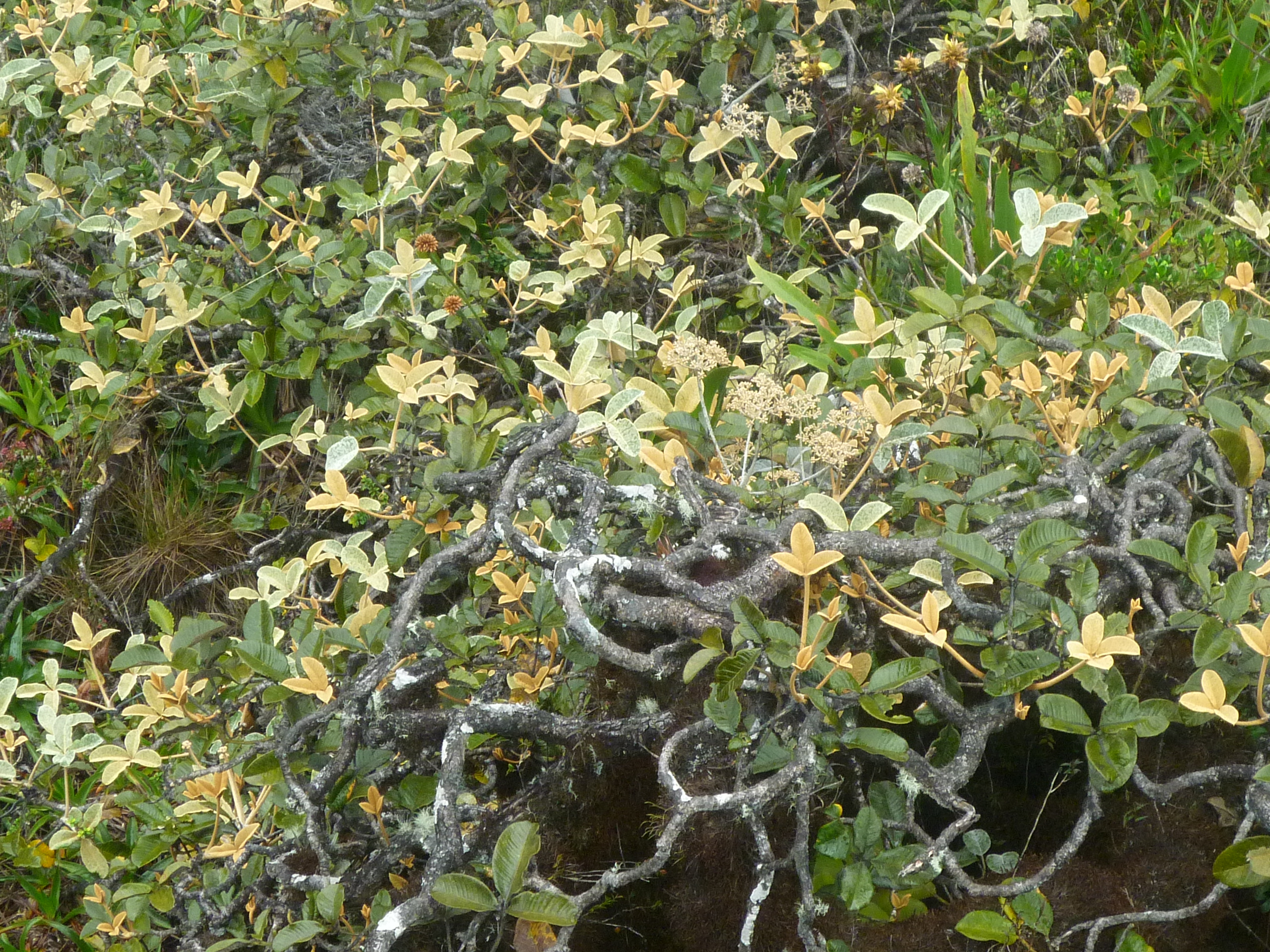
Crepinella chimantensis subsp. rugosifolia.
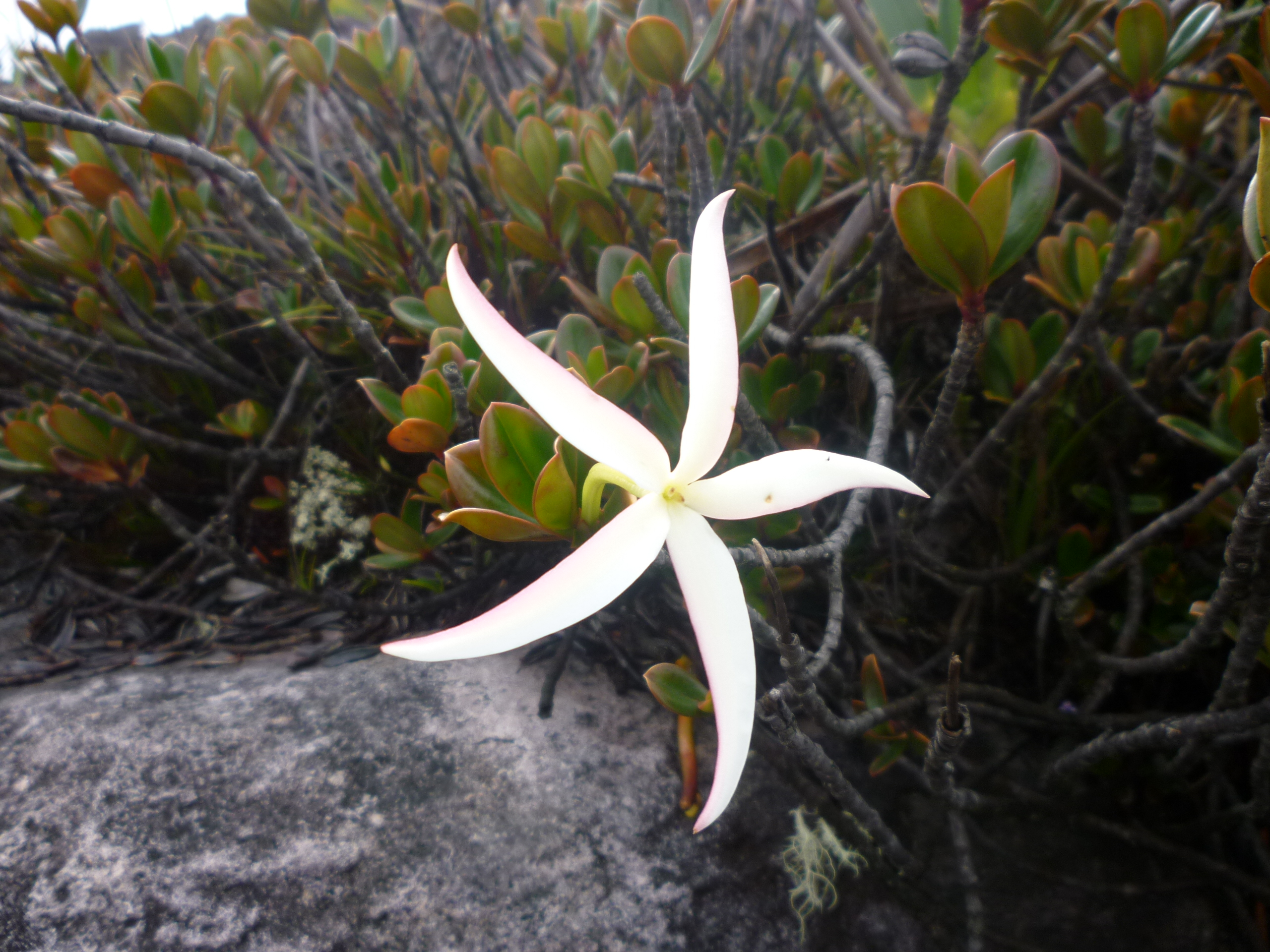
Maguireothamnus speciosus.
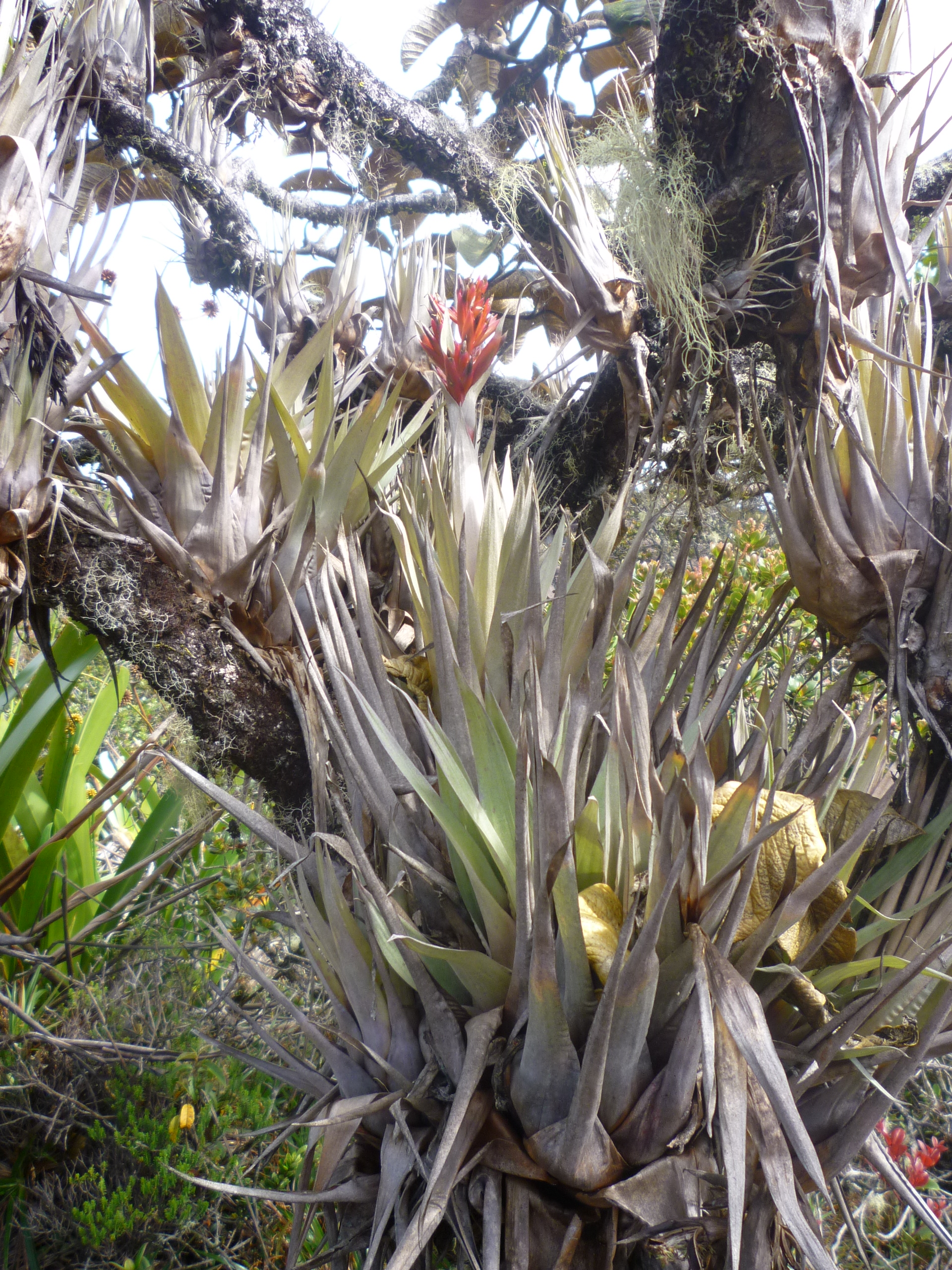
Tillandsia turneri.

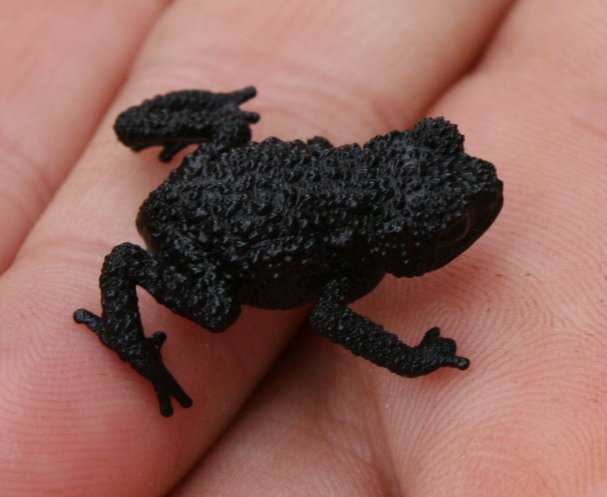
Anomaloglossus roraima.

Les espèces animales au pied de la montagne sont représentées par de nombreux mammifères. Certains ont une aire de répartition très étendue, car présents notamment dans la forêt amazonienne, comme le paresseux à trois doigts, le tamanoir, le fourmilier à collier, le tapir du Brésil, le tatou géant, le capybara, le paca, le pécari à collier, le chien des buissons, l'agouti doré, le coati commun, le kinkajou, l'olingo de Beddard, des daguets, le jaguar, le jaguarondi, l'oncille, le puma, le margay ou encore des primates comme le douroucouli commun, le hurleur roux, le titi à fraise, l'ouakari à tête noire, le capucin olive et le saki à face pâle. D'autres ont une aire de répartition plus restreinte, notamment des opossums comme l'opossum à oreilles blanches, l'opossum à grosse queue ou encore Marmosa tyleriana, mais aussi le renard des savanes, la belette à longue queue, les rongeurs Zygodontomys brevicauda, Podoxymys roraimae, trois espèces du genre Rhipidomys et deux espèces du genre Cavia.
L'avifaune est représentée par plusieurs centaines d'espèces dont les plus communes de la forêt pluviale sont le canard des Bahamas, le faucon aplomado, la conure cuivrée, le géocoucou pavonin, le petit-duc guatémaltèque, la chevêche des terriers, le bruant chingolo, le toucanet de Derby, cinq espèces de colibris, etc. Certaines d'entre elles sont endémiques de cette région d'Amérique du Sud et sont confinées à l'environnement immédiat des tepuys. C'est le cas du martinet des tépuis, du colibri des tépuis, du troglodyte des tépuis, du tinamou des tépuis, du conure aile-de-feu, du toui des tépuis, de l'engoulevent du Roraima, du campyloptère rougeâtre, de la coquette paon, du brillant à couronne verte, de l'anabate à gorge blanche, du grallaire sobre, du cotinga cordon-rouge, du manakin à tête blanche et du manakin olive.
Du fait de leur mobilité plus réduite par rapport aux autres animaux, les amphibiens et reptiles présentent de fortes disparités d'espèces entre le bas du mont Roraima et son sommet. Ainsi, tandis que les espèces vivant dans la forêt pluviale à ses pieds sont communes comme l'iguane vert, les lézards du genre Tupinambis, les serpents Bothrops asper et Lachesis muta, un serpent corail du genre Micrurus et Boa constrictor, les espèces qui vivent au sommet sont plus spécifiques comme les grenouilles Oreophrynella nigra et Oreophrynella quelchii,.

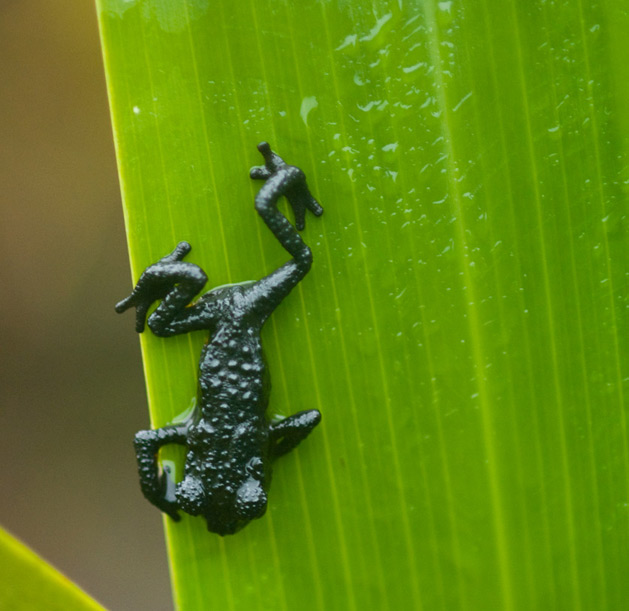
Oreophrynella quelchii.
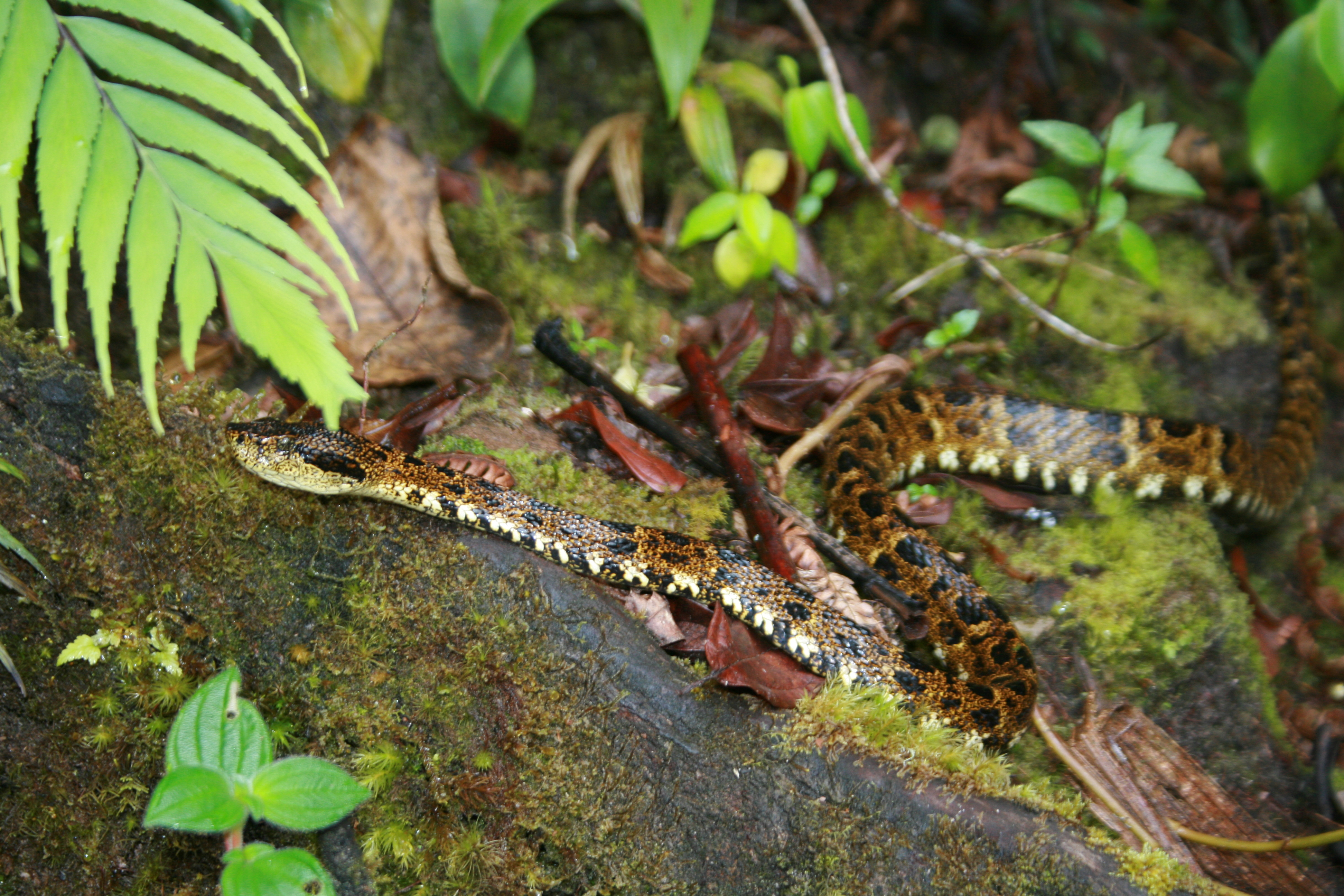
Bothrops taeniata.
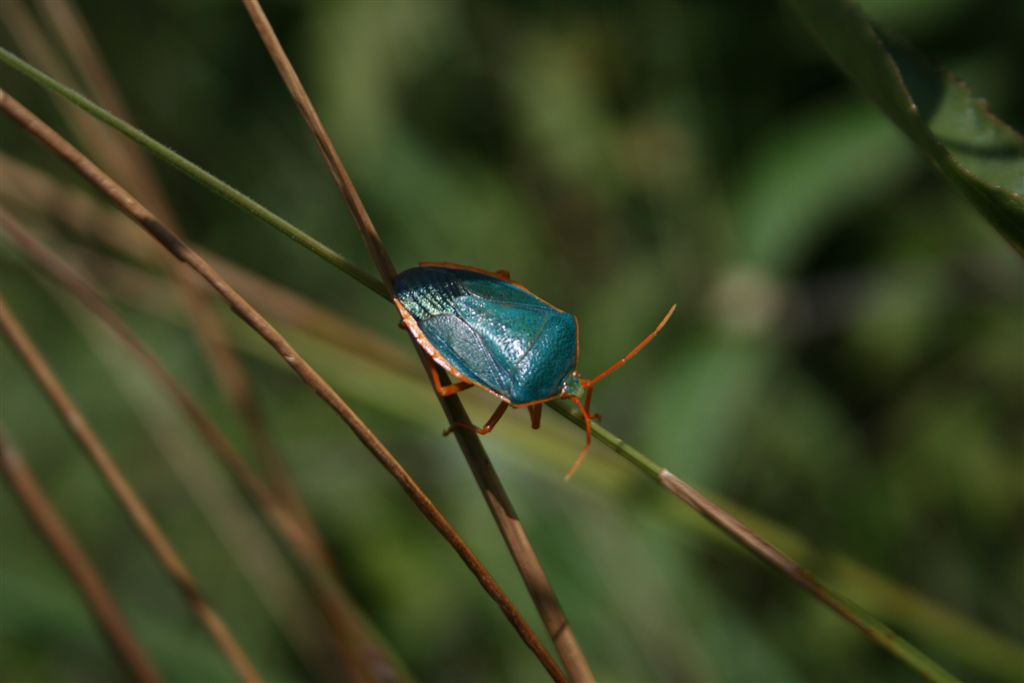
Edessa rufomarginata.
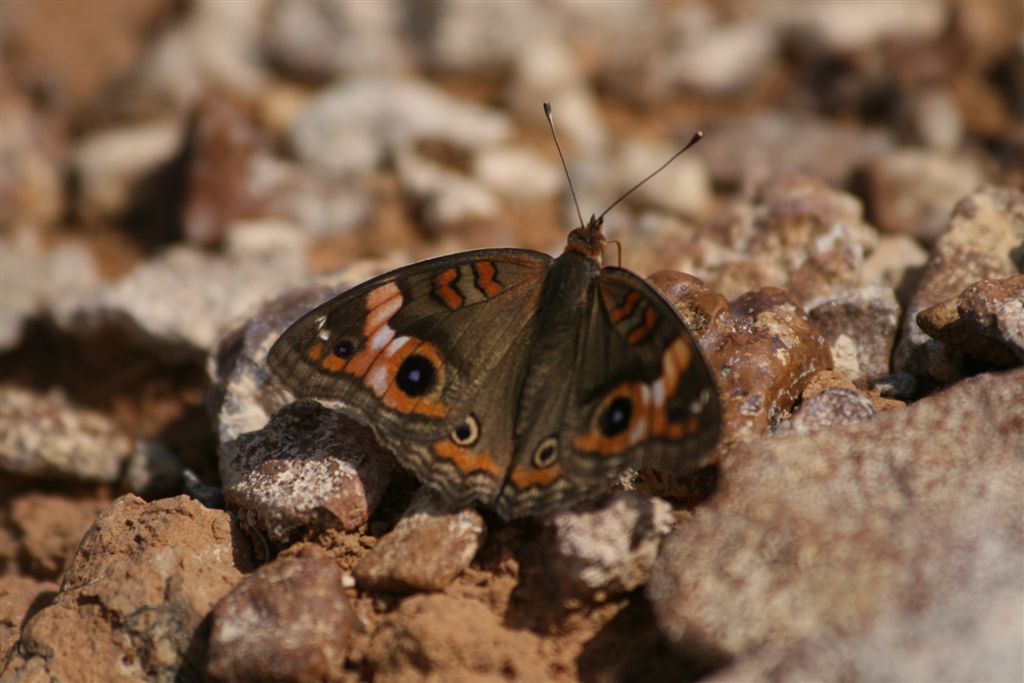
Papillon ocellé.
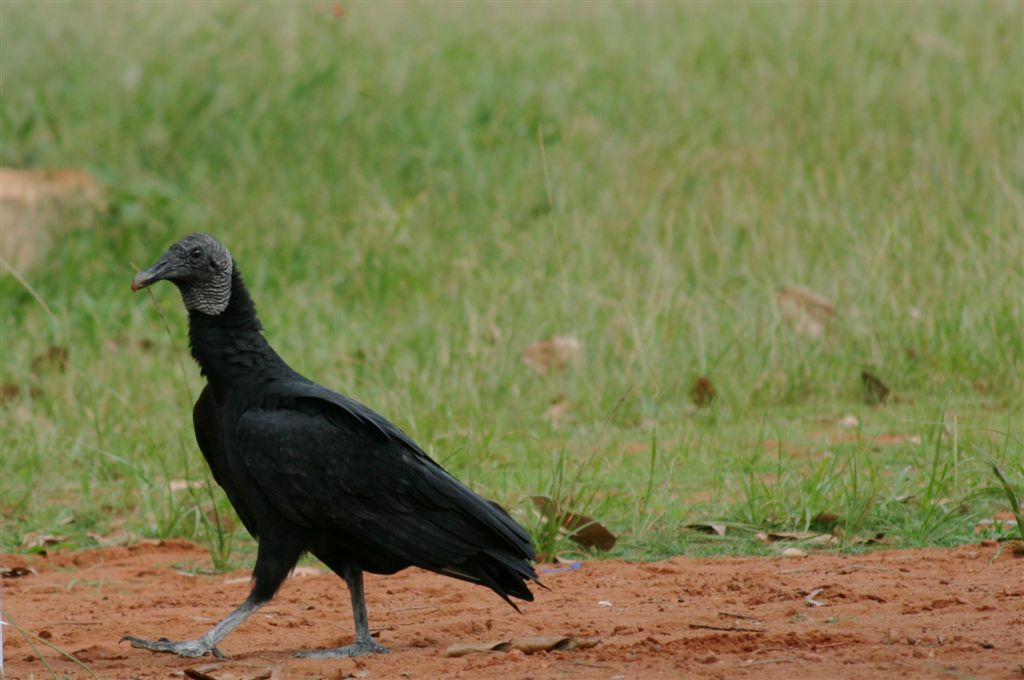
Urubu noir.
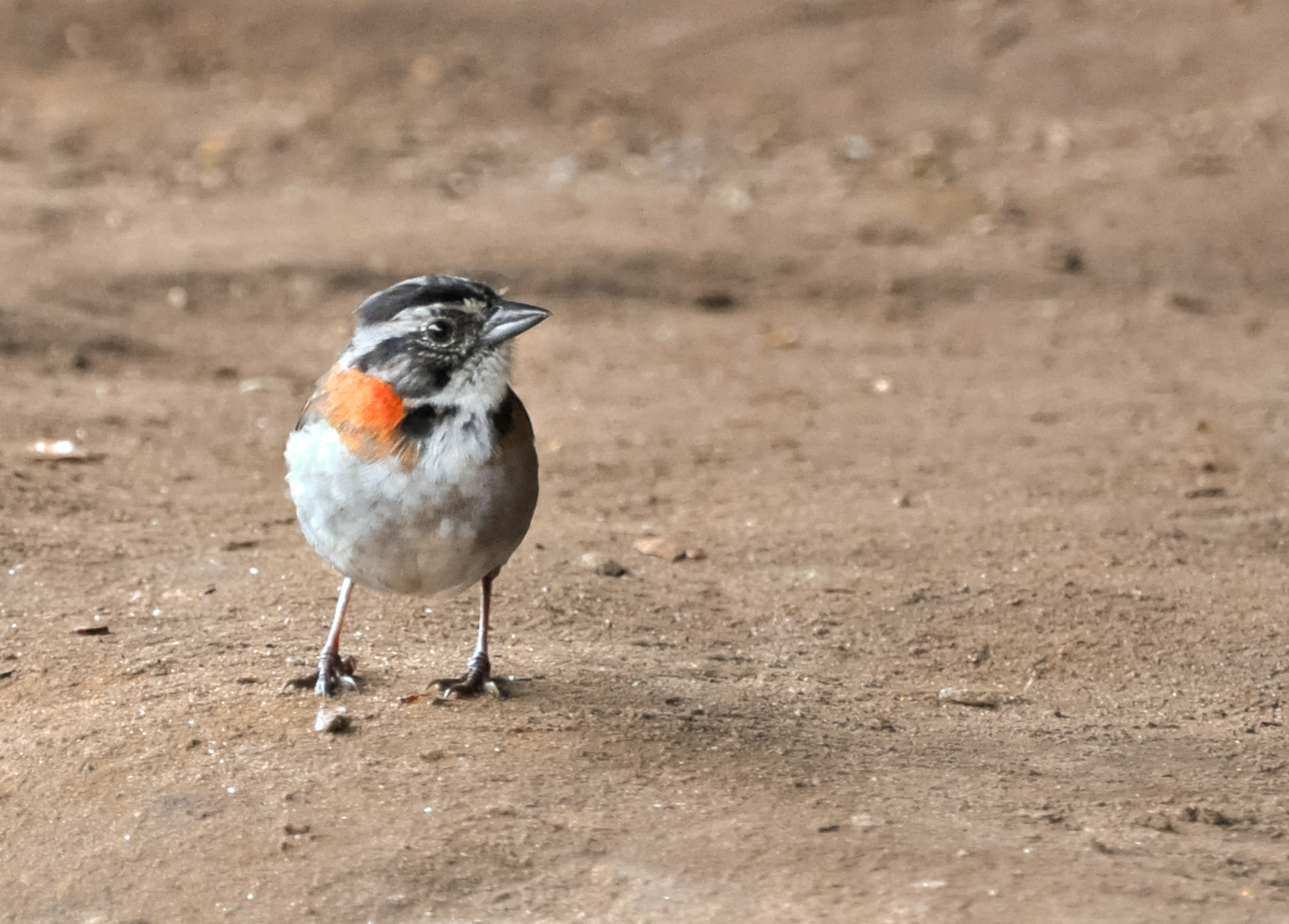
Bruant chingolo.

La faune cavernicole est représentée par de nombreuses espèces de chauve-souris, le guacharo des cavernes, des criquets, des araignées et des mille-pattes. Cet écosystème souterrain fragile est perturbé par la présence des randonneurs en surface : leurs excréments apportés par les pluies dans les parties souterraines équivalent à plusieurs années de matière organique produite dans les grottes et des polluants comme des combustibles, des eaux usées par la toilette des randonneurs, etc. empruntent la même voie. Ces perturbations extérieures provoquent un déséquilibre écologique qui se traduit par la prolifération de micro-organismes.

## Histoire

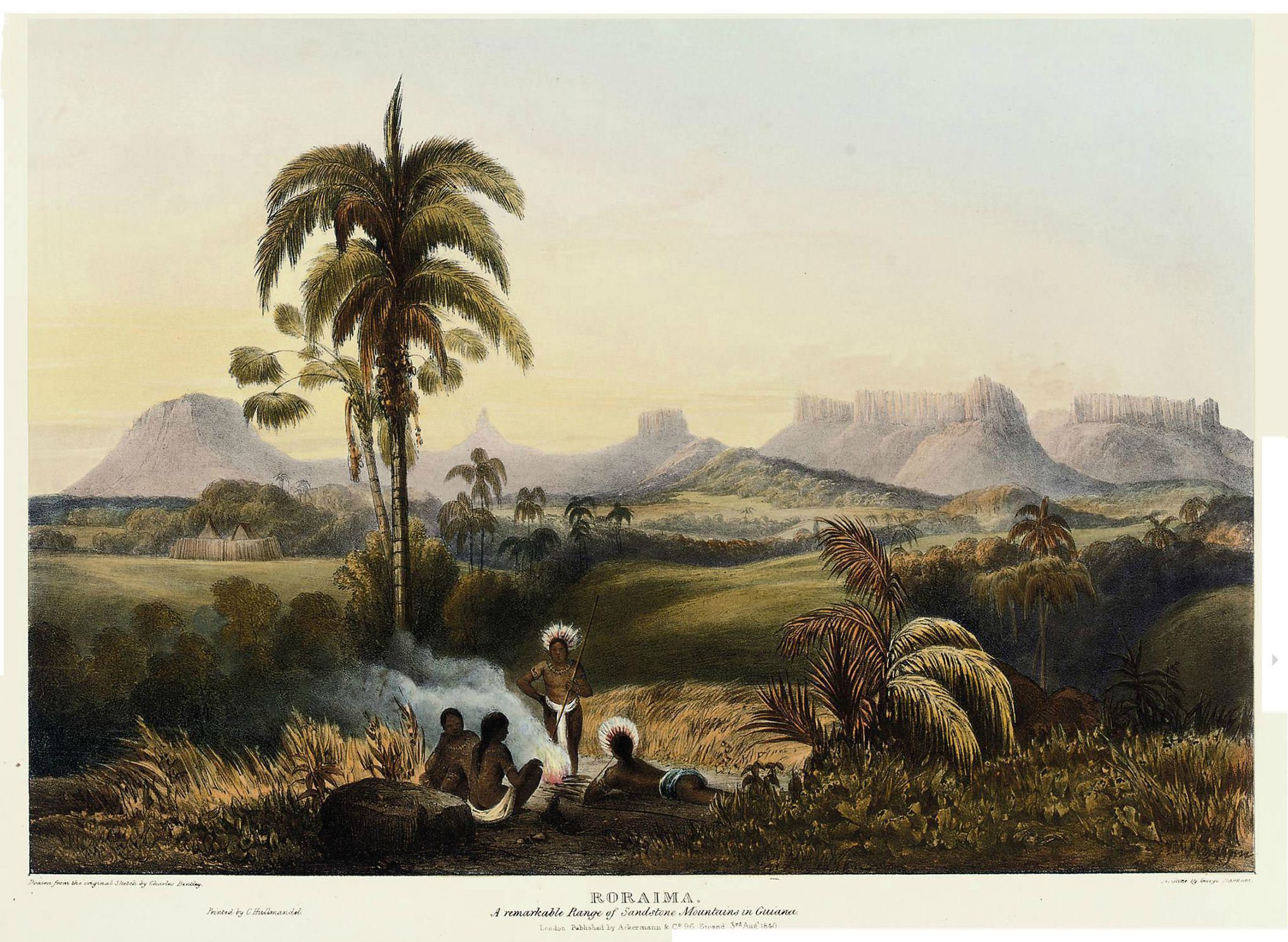
Lithographie de Robert Hermann Schomburgk datant de 1840 et représentant des tepuys dont celui du mont Roraima (à droite).

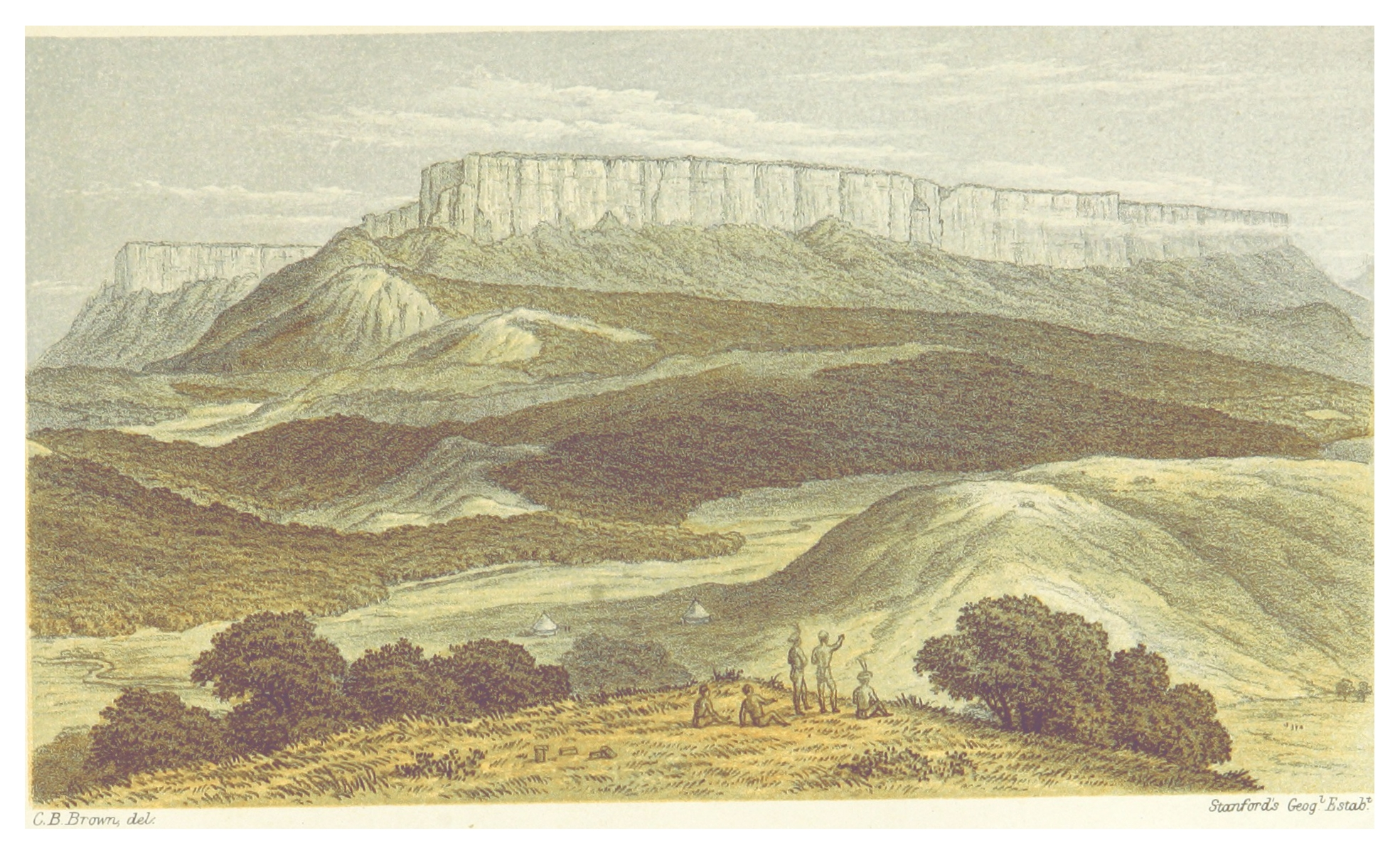
Lithographie de Charles Barrington Brown datant de 1870.

Le mont Roraima aurait été découvert par les Européens en 1595 au cours de la colonisation espagnole et britannique de cette partie de l'Amérique du Sud. Le poète, officier et explorateur britannique Walter Raleigh aperçoit une « montagne de cristal » d'où s'échappent de nombreuses cascades qu'il considère comme impossible à gravir et qui pourrait être le mont Roraima. D'autres aventuriers à la recherche d'Eldorado feront des incursions dans la région. Celle-ci est habitée depuis au moins 10 000 ans par les Amérindiens mais les Pemóns, apparentés aux Caraïbes, qui vivent autour de la montagne n'y sont présents que depuis 300 ans. La découverte certaine du mont Roraima remonte à 1838 par Robert Hermann Schomburgk, un explorateur et scientifique allemand,. Progressant depuis le nord-est dans la jungle de la colonie de la Guyane britannique, il est le premier à apercevoir la montagne au cours de son exploration de la région pour le compte de la Royal Geographical Society,. En 1845, il y retourne afin d'étudier la flore et constate que le sommet a l'air inaccessible en raison de ses hautes falaises. Ce genre d'expédition d'étude de la flore est aussi entrepris en 1864 par Carl Ferdinand Appun, un botaniste et naturaliste allemand. En 1869 et 1872, le géologue britannique Charles Barrington Brown emprunte lui aussi la même route depuis le nord-est pendant 17 jours. Il atteint l'extrémité sud-est du mont Roraima et, constatant la présence de hauts pinacles de pierre dans ce secteur, suggère d'entreprendre l'ascension de la montagne au moyen d'un ballon. Une autre expédition menée par Flint et Edginton atteint la montagne en 1877 et constate elle aussi le caractère impénétrable des falaises nord, est et sud qui sont désormais explorées. L'avifaune est étudiée par Henry Whitely. Il constate que des hommes équipés de cordes et d'échelles pourraient atteindre le sommet du mont Roraima par sa falaise méridionale. Contrairement à son voisin, le plateau sommital du tepuy Kukenan ne lui semble accessible que par un ballon depuis le sud-est en raison des vents dominants.

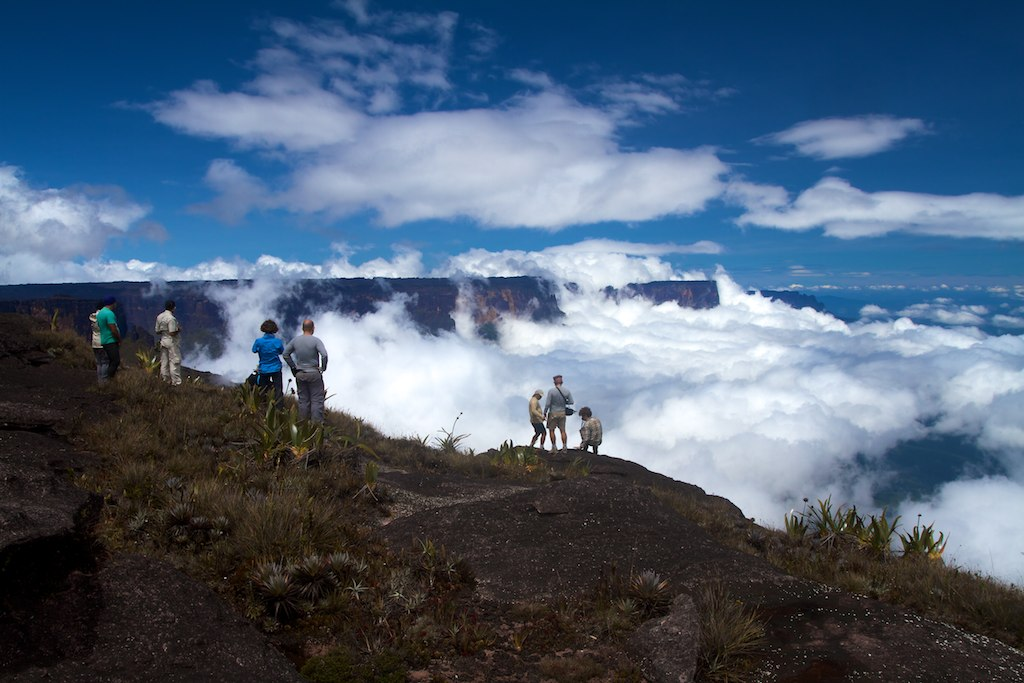
Randonneurs au sommet du mont Roraima en 2010.

Bien que ses parois verticales en rendent l'accès très difficile, il est le premier grand tepuy à être escaladé,. Everard im Thurn et Harry Perkins dirigent une expédition financée par la Royal Geographical Society qui atteint le sommet le 18 décembre 1884,, en partie grâce aux observations et suggestions fournies par Henry Whitely. Les membres du groupe découvrent alors un paysage que personne n'avait jamais contemplé, y compris les Pemóns vivant à ses pieds qui disaient que ce qu'il y avait au sommet des falaises resterait inconnu aussi longtemps que le monde existerait. Très vite, de nouvelles expéditions composées de botanistes (spécialistes des orchidées, écologues, etc.), zoologues (herpétologistes, entomologistes, etc.) et géologues (limnologues, édaphologues, etc.) sont entreprises dans le but d'explorer et d'étudier la faune et la flore en grande partie inconnues ainsi que la géologie singulière du lieu : Frederick Vavasour McConnell et John Joseph Quelch en 1894 et 1898, trois expéditions de la Boundary Commission en 1900, 1905 et 1910, Koch Grumberg en 1911, C. Clementi en 1916 ainsi que G.H. Tate financé par le muséum américain d'histoire naturelle de New York en 1917. Les grottes commencent à être étudiées par des spéléologues vénézuéliens à la fin des années 1930 et surtout depuis les années 1970 ; leurs travaux démontrent que des cavités souterraines, de surcroît de grandes dimensions, peuvent se développer dans les roches quartziques. D'autres études du milieu naturel suivront, dont de nombreuses du naturaliste et explorateur vénézuélien Charles Brewer-Carías. Celui-ci est à l'origine de la découverte et de l'inventaire de nombreuses espèces vivant sur le plateau. À la suite de l'extension du parc national Canaima vers l'est dont le mont Roraima en 1975, la forêt pluviale aux pieds du mont Roraima est déclarée zone de protection intégrale, ce qui interdit toute activité humaine autre que la recherche. Seule une petite partie n'est pas classée comme telle afin de permettre la randonnée.
Du fait de sa découverte et de son exploration tardive, il a longtemps été considéré comme le point culminant du plateau des Guyanes. Ce n'est qu'en 1931 qu'une commission internationale se rend sur le mont Roraima pour déterminer l'emplacement exact du tripoint entre les frontières brésiliennes, guyaniennes et vénézuéliennes. Les falaises septentrionales au niveau de la « proue » ne sont gravies qu'en 1973 par les Britanniques Mo Anthoine, Joe Brown, Hamish MacInnes et Don Whillans,. Avec l'amélioration de l'état de la route et notamment l'extension de son revêtement dans les années 1980, le tourisme a pu se développer dans la région.

## Ascension

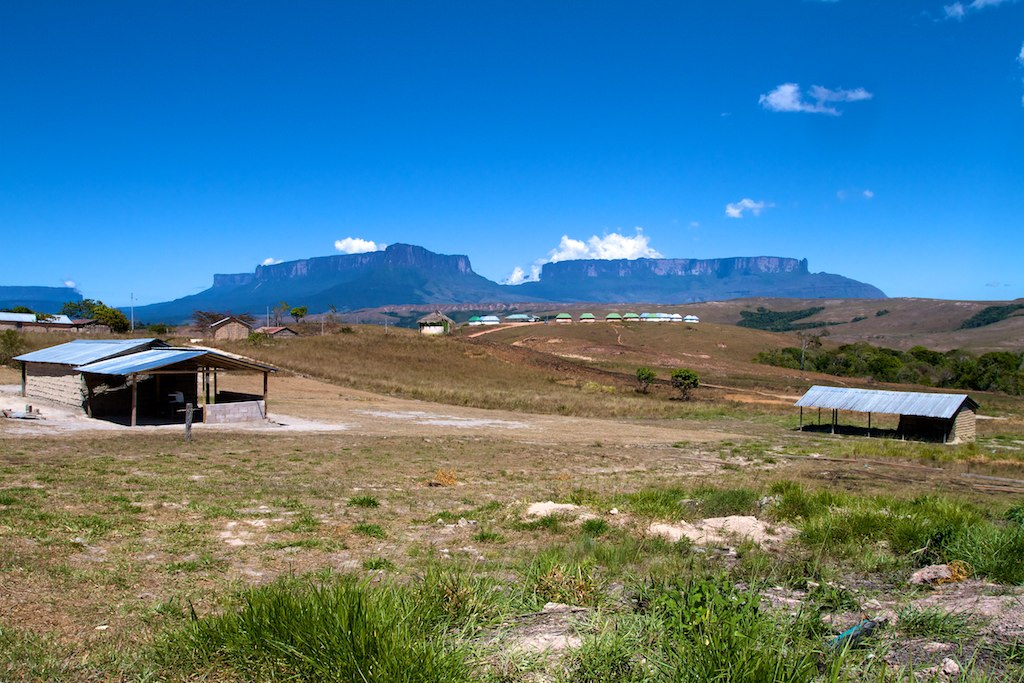
Vue du mont Roraima (à droite) et du tepuy Kukenan (à gauche) depuis le village de Paratepui.

Le mont Roraima est, avec l'Auyan Tepuy, le seul tepuy du parc national Canaima accessible aux randonneurs, environ 200 par mois. Son ascension dure au total de trois à cinq jours en partant de San Francisco de Yuruaní, une petite localité vénézuélienne située à l'ouest, sur l'autopista 10,. Elle est accessible en bus par l'autopista 10 depuis Ciudad Guayana ou Ciudad Bolívar au nord ou depuis Santa Elena de Uairén au sud,. La région peut aussi être gagnée par voie aérienne, Santa Elena de Uairén et Canaima disposant chacun d'un petit aéroport. De nombreuses agences de voyages organisent l'excursion, avec des guides et porteurs,. De San Francisco de Yuruaní, le mont Roraima doit être rejoint en parcourant à pied en une journée ou en voiture en quelques heures la vingtaine de kilomètres de la route à travers la Gran Sabana,,. Au pied de la montagne, le village de Paraitepuy qui accueille un bureau du parc national Canaima est le lieu de passage obligé pour les randonneurs,.

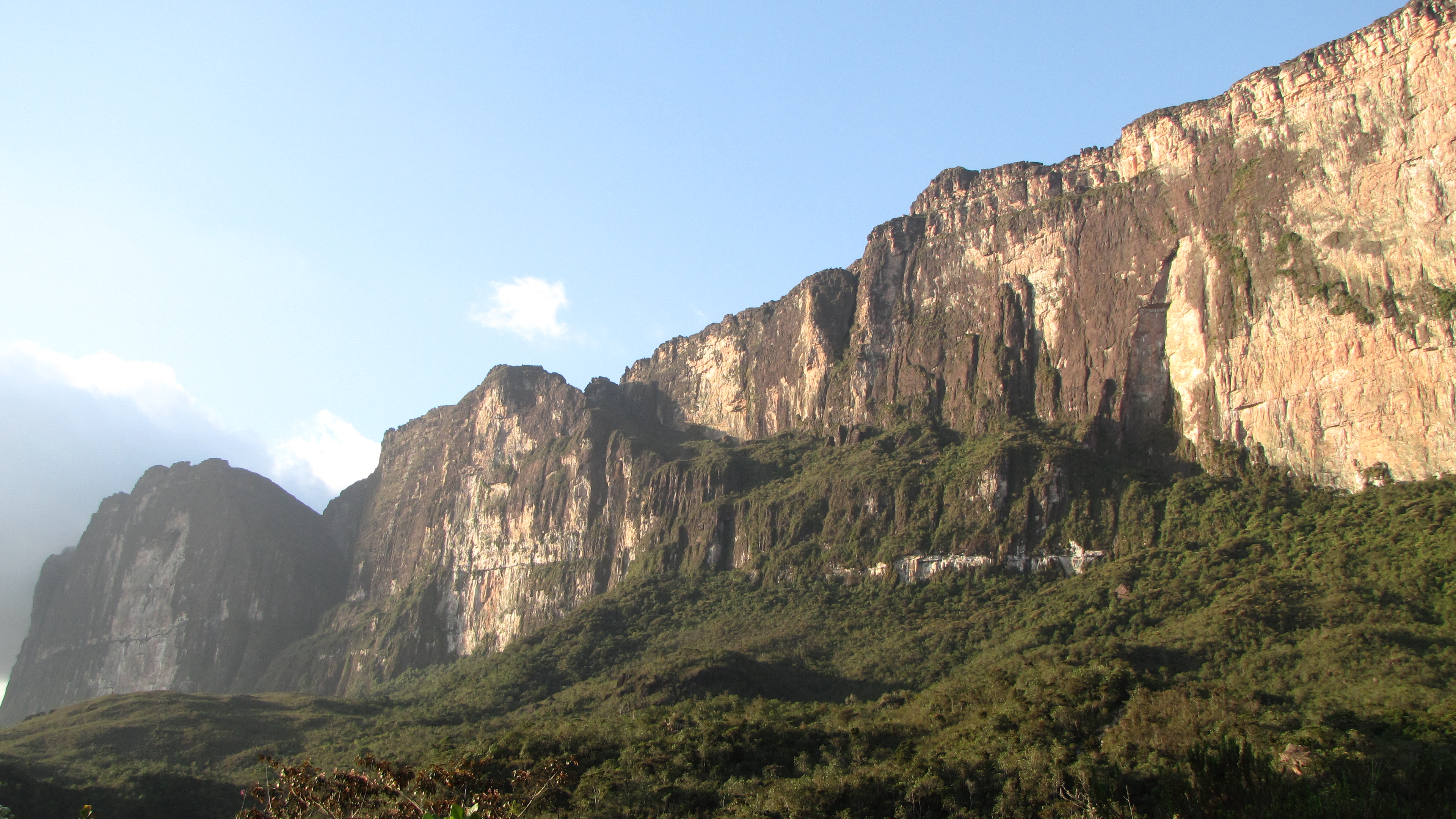
Vue de la « Rampe », principale voie d'accès au sommet du mont Roraima.

L'ascension proprement dite se fait par la Paratepui Route ou Im Thurn Route du nom de l'explorateur ayant ouvert la voie lors de la première ascension de la montagne en 1884. Elle emprunte une rampe naturelle dans la falaise Sud-Ouest du mont Roraima et débouche sur le plateau, non loin du Maverick Stone, le point culminant,,. Voie la plus facile, elle ne nécessite aucun équipement ou entraînement particulier et, de ce fait, est empruntée par la quasi-totalité des randonneurs,. Les seules difficultés sont représentées par le passage à gué de quelques cours d'eau qui peut s'avérer délicat en cas de fortes pluies, le passage sous quelques petites cascades ainsi que par la forte déclivité du sentier depuis le départ au pied de la montagne jusqu'à l'arrivée sur le plateau,. La longueur du sentier nécessite cependant de passer une nuit en cours de route au camp de base situé à environ 2 000 mètres d'altitude, au pied des falaises, ainsi qu'une autre nuit au sommet,. L'exploration du plateau nécessite plusieurs jours et des emplacements restant à sec et connus des guides servent de bivouac,. La redescente nécessite deux jours, parfois un seul si le départ se fait tôt et avec un bon rythme de marche.
Il est possible de gravir le mont Roraima autrement que par la Paratepui Route mais l'ascension se fait alors en escaladant directement la falaise, le plus souvent par des voies encore jamais ouvertes. Cette option nécessite une grande expérience et un équipement adapté. La voie aérienne, notamment par hélicoptère, pour se rendre au sommet de la montagne est interdite.
La meilleure période pour entreprendre l'ascension du mont Roraima est durant la saison sèche, de décembre à mars,. Cependant, l'ensoleillement est alors assez fort et les températures élevées, ce qui peut rendre pénible la route en direction de la montagne. En revanche, à proximité du mont Roraima, les conditions sont généralement plus humides et brumeuses tout au long de l'année, y compris au sommet qui retient les nuages. Les conditions climatiques, la faune et la flore tropicales imposent les précautions habituelles liées à ces régions fragiles telles que le respect du milieu naturel, l'absence de source de pollution, etc,. Une attention doit être portée aux espèces animales et végétales qui peuvent s'avérer dangereuses ainsi qu'à la vaccination liée aux maladies tropicales.

## Légendes
Pour les Pemóns vivant à ses pieds, le mont Roraima constitue le lieu de vie des esprits mawari, gardiens de la savane, et il est associé à plusieurs légendes,.
L'une d'elles explique sa formation. Il existait il y a longtemps un arbre immense, l'Arbre de la Vie. Il dominait toute la forêt et avait la capacité de produire tout type de fruits. Cependant, Pia voulait montrer ses talents de bûcheron et entreprit de couper l'arbre avec sa hache. Malgré les dissuasions et les mises en garde de nombreuses personnes, il met son plan à exécution. L'Arbre de la Vie, malgré la protection des esprits, ne résiste pas aux coups de hache et il s'écroule au sol. Les racines, soulevées par la chute de l'arbre, entraînent de grandes quantités de roches qui forment une chaîne de montagnes en retombant. Le tronc, étendu sur le sol, se transforme en une grande masse de pierre qui s'élève vers le ciel : le mont Roraima. Enfin, un immense flot jaillit de là où se tenait l'arbre et noie toutes les terres à l'exception des plus hauts sommets où ont pu se réfugier quelques rescapés.
La femme du Soleil, abandonnée par son mari et par ses deux fils, est à l'origine des pluies qui tombent sur le mont Roraima et des cascades précipitées de ses falaises. En effet, elle vit au sommet de la montagne et lorsqu'elle pense à sa solitude, elle se met à pleurer, produisant les orages qui affectent fréquemment le mont. Si son chagrin perdure et s'intensifie, ses larmes forment les cours d'eau qui donnent naissance aux nombreuses cascades qui dévalent ses flancs.

## Dans la fiction
Les récits de la première ascension du mont Roraima à l'époque victorienne ont inspiré Arthur Conan Doyle pour l'écriture de son roman d'aventures Le Monde perdu en 1912,,. Cet ouvrage, dont plusieurs autres romans, films, téléfilms et séries télévisées ont été tirés ou se sont inspirés par la suite, raconte les aventures d'une expédition partant à l'ascension d'un tepuy à la recherche d'une flore et d'une faune préhistoriques, dont des dinosaures et des hommes-singes,. Appliquée à la réalité, la description de l'ascension de la falaise ferait passer les personnages par le monolithe situé à l'extrémité méridionale du mont Roraima. L'un de ces films inspirés du Monde perdu est Là-haut, un long métrage d'animation en images de synthèse des studios Pixar. Pour le concevoir, une équipe du film s'est rendue sur le mont Roraima afin d'observer ses formations rocheuses, sa faune et sa flore.